# Liste der mexikanischen Spieler bei einer Fußball-Weltmeisterschaft
Die Liste der mexikanischen Spieler bei einer Fußball-Weltmeisterschaft beinhaltet alle Fußballspieler, die zum WM-Aufgebot einer mexikanischen Fußballnationalmannschaft gehörten.
Die Liste ist in 2 Abschnitte mit jeweils 2 Gruppen untergliedert. Der obere Abschnitt beinhaltet alle Spieler, die bei einer Fußball-Weltmeisterschaft zum Einsatz gekommen sind und der untere Abschnitt alle Spieler ohne WM-Einsatz. Innerhalb des jeweiligen Abschnittes ist eine Gruppe den Torhütern und die andere Gruppe den Feldspielern gewidmet.

## Legende
- Name: Die Spieler wurden nach dem Schema Nachname, Vorname eingeordnet.
- Spitzname: Gibt den Spitznamen des jeweiligen Spielers – sofern vorhanden bzw. bekannt – an.
- Geburt/Tod: Gibt das Geburts-(und ggfs. Todes-)jahr an.
- Geburtsort: Gibt den Ort oder Bundesstaat der Geburt an, sofern bekannt.
- Pos.: Nennt bei den Feldspielern die Position (VT, MF, ST), auf der der Spieler vorwiegend eingesetzt wurde und entfällt selbstredend bei den Torhütern
- WM: Gibt die Jahre der WM-Teilnahmen an.
- Sp.: Anzahl der WM-Spiele (entfällt im zweiten Abschnitt)
- T.: Anzahl der WM-Tore (entfällt im zweiten Abschnitt)
- Stand: Die Liste der berücksichtigten Spieler befindet sich auf dem Stand nach der Fußball-Weltmeisterschaft 2022.

## Spieler mit WM-Einsatz

### Torhüter
| Name              | Spitzname           | Geburt/Tod | Geburtsort     | WM                         | Sp. | T. | Anmerkungen |
| ----------------- | ------------------- | ---------- | -------------- | -------------------------- | --- | -- | --- |
| Bonfiglio, Óscar  | El Yori             | 1905–1987  | Sonora         | 1930                       | 2   | 0  | In seinem zweiten Spiel (dem dritten der Mexikaner) gegen Argentinien hielt Bonfiglio einen von Paternóster getretenen Strafstoß. Ein Jahr vor der WM gewann er mit dem CD Marte die mexikanische Fußballmeisterschaft der Saison 1928/29. |
| Calderón, Ignacio | Nacho, Cuate        | * 1943     | Guadalajara    | 1966, 1970                 | 6   | 0  | Bei der ersten Heim-WM 1970 bestritt Calderón alle 4 Spiele der Gastgeber und blieb von allen Torhütern am längsten ohne Gegentor (während der gesamten Vorrunde und die ersten 25 Minuten im Viertelfinale, das Mexiko erstmals bei einer WM erreicht hatte). Auf Vereinsebene wurde er dreimal mexikanischer Meister mit seinem langjährigen Verein Deportivo Guadalajara. |
| Campos, Jorge     | El Brody            | * 1966     | Acapulco       | 1994, 1998                 | 8   | 0  | Im Achtelfinale der WM 1994 kommt es zum Elfmeterschießen gegen Bulgarien und Campos kann den ersten Elfmeter von Balakow abwehren. Campos spielte zeitweise als Stürmer und erzielte auch als Torwart einige Tore. Mit seinem langjährigen Verein UNAM Pumas sowie dem nur kurzzeitig verbundenen CD Cruz Azul gewann er je einmal die mexikanische Fußballmeisterschaft. |
| Carbajal, Antonio | La Tota             | 1929–2023  | Mexiko-Stadt   | 1950, 1954 1958, 1962 1966 | 11  | 0  | Carbajal war der erste Fußballspieler überhaupt, der an 5 Weltmeisterschaften teilnahm und auch bei allen in mindestens einem Spiel zum Einsatz kam. Er stand 1962 beim ersten WM-Sieg einer mexikanischen Mannschaft (3:1 gegen den späteren Vizeweltmeister Tschechoslowakei) und 1966 beim ersten Spiel Mexikos ohne Gegentor (0:0 gegen Uruguay) im Tor. Mit seinem langjährigen Verein León FC gewann er zweimal die mexikanische Fußballmeisterschaft. |
| Larios, Pablo     | Arquero de la selva | 1960–2019  | Zacatepec      | 1986                       | 5   | 0  | Larios stand bei der zweiten Heim-WM Mexikos im Tor, bei der die Gastgeber sich erneut für das Viertelfinale qualifizierten. Durch die Erweiterung des Teilnehmerfeldes bestritt Larios als erster (und bisher einziger) Torhüter Mexikos 5 Spiele während eines Turniers. Außerdem blieb er nach einem Gegentor des Paraguayers Romero in der 85. Minute des zweiten Vorrundenspiels zum 1:1-Endstand in den folgenden regulären 305 Minuten ohne Gegentor und übertraf somit den bisherigen internen Rekord der Mexikaner, den Ignacio Calderón bei der ersten in Mexiko ausgetragenen WM 1970 mit 295 Minuten ohne Gegentor aufgestellt hatte. Larios musste sich erst im Elfmeterschießen gegen Deutschland wieder geschlagen geben. Mit dem Puebla FC gewann er die mexikanische Fußballmeisterschaft der Saison 1989/90. |
| Mota, Salvador    | ?                   | 1922–1986  | Guadalajara    | 1954                       | 1   | 0  | Mota gewann mit dem CF Atlante zweimal in Folge (1951 und 1952) den mexikanischen Pokalwettbewerb. |
| Ochoa, Guillermo  | Memo                | * 1985     | Guadalajara    | 2006, 2010 2014, 2018 2022 | 11  | 0  | Ochoa ist nach Carbajal bereits der zweite mexikanische Torhüter, der an 5 Weltmeisterschaften teilgenommen hat. Während Carbajal bei jeder seiner 5 Teilnahmen mindestens zu einem Einsatz kam, musste Ochoa 2006 bei allen Spielen Oswaldo Sánchez und 2010 Óscar Pérez den Vortritt lassen. Dennoch brachte er es, wie Carbajal, zu insgesamt 11 WM-Einsätzen. In Mexiko spielte er ausschließlich für den Club América, mit dem er in der Clausura 2005 die mexikanische Fußballmeisterschaft gewann. Außerdem spielte er zwischen 2011 und 2019 für mehrere europäische Vereine und gewann 2018 mit Standard Lüttich den belgischen Pokalwettbewerb. |
| Pérez, Óscar      | Conejo              | * 1973     | Mexiko-Stadt   | 2002, 2010                 | 8   | 0  | Pérez absolvierte alle WM-Spiele der Weltmeisterschaften 2002 und 2010. Bei der WM 2006 war er nicht dabei. Mit seinem Stammverein CD Cruz Azul gewann er im Winterturnier 1997 die mexikanische Fußballmeisterschaft. |
| Reyes, Pilar      | Piluco              | * 1955     | Aguascalientes | 1978                       | 2   | 0  | Reyes absolvierte das erste Gruppenspiel gegen Tunesien (1:3) und die ersten 40 Minuten gegen Deutschland. Nachdem er im Zweikampf gegen Karl-Heinz Rummenigge verletzt worden war, musste er ausgewechselt werden und wurde durch Pedro Soto ersetzt. Pilar Reyes gewann mit den UANL Tigres zweimal die mexikanische Fußballmeisterschaft. |
| Sánchez, Oswaldo  | San Oswaldo         | * 1973     | Guadalajara    | 1998, 2002 2006            | 4   | 0  | Sánchez wurde dreimal in den WM-Kader berufen. 1998 und 2002 nicht zum Einsatz gekommen, absolvierte er 2006 alle 4 Spiele der Mexikaner. Insgesamt gewann er dreimal die mexikanische Fußballmeisterschaft; einmal mit seinem Heimatverein Deportivo Guadalajara und zweimal mit Santos Laguna. |
| Sota, Isidoro     | Yoyo                | 1902–1976  | Orizaba        | 1930                       | 1   | 0  | Sota bestritt das zweite Gruppenspiel gegen Chile. Auf Vereinsebene spielte er vorwiegend für den Club América. |
| Soto, Pedro       | ?                   | * 1952     | Jalisco        | 1978                       | 2   | 0  | Nachdem der erste Torhüter Pilar Reyes sich im zweiten Gruppenspiel gegen Deutschland verletzt hatte, wurde Soto in der 40. Minute eingewechselt und bestritt auch das letzte Gruppenspiel gegen Polen (1:3). Während der WM 1978 stand er beim Club América unter Vertrag, für den er auch insgesamt am längsten spielte. |

### Feldspieler
| Name                         | Spitzname                  | Geburt/Tod | Geburtsort               | Pos. | WM                           | Sp. | T. | Anmerkungen |
| ---------------------------- | -------------------------- | ---------- | ------------------------ | ---- | ---------------------------- | --- | -- | --- |
| Águila, Alfredo del          | ?                          | 1935–2018  | Mexiko-Stadt             | MF   | 1962                         | 3   | 1  | Del Águila spielte für den Club Necaxa, Deportivo Toluca und den Club América, mit dem er in der Saison 1965/66 die mexikanische Fußballmeisterschaft gewann. Beim historischen ersten Sieg einer mexikanischen Nationalmannschaft bei einer Fußball-Weltmeisterschaft erzielte er den Führungstreffer zum 2:1 gegen den späteren Vizeweltmeister Tschechoslowakei (Endstand 3:1). |
| Aguilar, Paul                | Cachorón                   | * 1986     | Sinaloa                  | VT   | 2010, 2014                   | 5   | 0  | Bei der WM 2010 bestritt Aguilar das Eröffnungsspiel gegen den Gastgeber Südafrika, bei der WM 2014 kam er in allen 4 Begegnungen Mexikos zum Einsatz. Auf Vereinsebene gewann er insgesamt viermal die mexikanische Fußballmeisterschaft (einmal mit dem CF Pachuca und dreimal mit dem Club América). |
| Aguirre, Javier              | El Vasco                   | * 1958     | Mexiko-Stadt             | MF   | 1986                         | 5   | 0  | Bei der Heim-WM 1986 bestritt Aguirre alle 5 Spiele über die volle Distanz. Auf Vereinsebene spielte er für die beiden großen Rivalen des mexikanischen Fußballs, Club América und Deportivo Guadalajara. Mit den Aguilas gewann er in der Saison 1983/84 die mexikanische Fußballmeisterschaft. Als Trainer der Nationalmannschaft nahm er auch an den Weltmeisterschaften von 2002 und 2010 teil. |
| Alvarado, Roberto            | Piojo, Plátano             | * 1998     | Irapuato                 | ST   | 2022                         | 1   | 0  | Seinen einzigen WM-Einsatz bestritt Alvarado 2022 im Spiel gegen Argentinien, in das er in der 73. Minute eingewechselt wurde. Auf Vereinsebene gewann er mit dem CD Cruz Azul in der Clausura 2021 die mexikanische Fußballmeisterschaft. |
| Álvarez, Edson               | ?                          | * 1997     | Tlalnepantla             | VT   | 2018, 2022                   | 6   | 0  | Bei der WM 2018 kam Álvarez in allen 4 Spielen Mexikos zum Einsatz. Im letzten Gruppenspiel gegen Schweden unterlief ihm ein Eigentor zum Endstand von 0:3. Mit dem Club América gewann er in der Apertura 2018 die mexikanische Fußballmeisterschaft. Außerdem wurde er mit Ajax Amsterdam zweimal niederländischer Meister. |
| Álvarez, Kevin               | ?                          | * 1999     | Colima                   | VT   | 2022                         | 2   | 0  | Auf Vereinsebene gewann Álvarez mit dem CF Pachuca in der unmittelbar vor der WM 2022 beendeten Apertura 2022 die mexikanische Fußballmeisterschaft. |
| Alves, Luis Roberto          | Zague                      | * 1967     | Mexiko-Stadt             | ST   | 1994                         | 4   | 0  | Alves bestritt alle 4 WM-Spiele Mexikos bei der WM 1994 und gewann mit dem Club América dreimal die mexikanische Fußballmeisterschaft. |
| Amador, Rafael               | ?                          | 1959–2018  | Tlaxcala                 | VT   | 1986                         | 3   | 0  | Amador spielte zwischen 1979 und 1987 für die UNAM Pumas, mit denen er in der Saison 1980/81 die mexikanische Fußballmeisterschaft gewann. |
| Ambríz, Ignacio              | Nacho                      | * 1965     | Mexiko-Stadt             | VT   | 1994                         | 4   | 0  | Ambríz bestritt alle 4 Spiele Mexikos bei der WM 1994 als Mannschaftskapitän. Auf Vereinsebene spielte er hauptsächlich für den Club Necaxa, mit dem er zweimal die mexikanische Fußballmeisterschaft gewann. |
| Amézcua, Efraín              | ?                          | 1907–1970  | León                     | MF   | 1930                         | 2   | 0  | Amézcua bestritt nur 2 Länderspiele und diese beiden bei der WM 1930. Zu jener Zeit stand er beim Hauptstadtverein CF Atlante unter Vertrag. |
| Antuna, Uriel                | Brujo                      | * 1997     | Durango                  | ST   | 2022                         | 3   | 0  | Antuna kam in allen 3 Spielen Mexikos bei der WM 2022 als Einwechselspieler zum Einsatz und erzielte im Spiel gegen Saudi-Arabien ein Tor, dem wegen Abseits die Anerkennung verwehrt wurde. |
| Aquino, Javier               | ?                          | * 1990     | Oaxaca                   | MF   | 2014, 2018                   | 1   | 0  | Seinen einzigen WM-Einsatz bestritt Aquino als Einwechselspieler für etwa 30 Minuten im Achtelfinale der WM 2014 gegen die Niederlande. Auf Vereinsebene gewann Aquino mit den UANL Tigres zweimal die mexikanische Fußballmeisterschaft. |
| Araujo, Néstor               | ?                          | * 1991     | Guadalajara              | VT   | 2018, 2022                   | 1   | 0  | Seinen einzigen WM-Einsatz bestritt Araujo bei der WM 2022 gegen Argentinien. Auf Vereinsebene gewann er mit Santos Laguna zweimal die mexikanische Fußballmeisterschaft. |
| Arellano, Jesús              | El Cabrito                 | * 1973     | Monterrey                | MF   | 1998, 2002, 2006             | 7   | 0  | Arellano nahm an 3 Weltmeisterschaften teil und kam in jedem Turnier mindestens einmal zum Einsatz. Auf Vereinsebene gewann er mit seinem Heimatverein CF Monterrey in der Clausura 2003 die mexikanische Fußballmeisterschaft. |
| Arellano, Raúl               | La Pina                    | 1935–1997  | La Experiencia           | ST   | 1954                         | 2   | 0  | Arellano bestritt beide Spiele Mexikos bei der WM 1954 und bildete gemeinsam mit seinem Vereinskameraden Tomás Balcázar das mexikanische Sturmduo bei dieser WM. Auf Vereinsebene gewann der beim Club Deportivo Imperio ausgebildete Arellano mit seinem langjährigen Verein Deportivo Guadalajara sechsmal die mexikanische Fußballmeisterschaft. Auch sein Sohn Omar Arellano Nuño und sein Enkel Omar Arellano Riverón spielten für Deportivo Guadalajara. |
| Avalos, Rafael               | ?                          | 1926–1993  | ?                        | MF   | 1954                         | 2   | 0  | Avalos bestritt beide Spiele Mexikos bei der WM 1954. Auf Vereinsebene gewann er mit dem CF Atlante zweimal in Folge (1951 und 1952) den mexikanischen Pokalwettbewerb. |
| Ayala, Hugo                  | ?                          | * 1987     | Morelia                  | VT   | 2018                         | 2   | 0  | Auf Vereinsebene gewann Ayala mit den UANL Tigres fünfmal die mexikanische Fußballmeisterschaft. |
| Balcázar, Tomás              | La Pina                    | 1931–2020  | Guadalajara              | ST   | 1954                         | 2   | 1  | Balcázar bestritt beide Spiele Mexikos bei der WM 1954 und bildete gemeinsam mit seinem Vereinskameraden Raúl Arellano das mexikanische Sturmduo bei dieser WM, wo Balcázar im zweiten Spiel gegen Frankreich (2:3) fünf Minuten vor Schluss der Ausgleich zum 2:2 gelang. Auf Vereinsebene gewann er mit seinem Heimatverein Deportivo Guadalajara in der Saison 1956/57 den allerersten Meistertitel der Vereinsgeschichte. Sein Schwiegersohn Chicharo und sein Enkel Chicharito waren später ebenfalls im WM-Kader der mexikanischen Nationalmannschaft. |
| Barrera, Pablo               | ?                          | * 1987     | Tlalnepantla             | MF   | 2010                         | 3   | 0  | Pablo Barrera wurde bei der WM 2010 dreimal eingewechselt. Die überwiegende Zeit seiner aktiven Laufbahn stand er bei den UNAM Pumas unter Vertrag. |
| Basaguren, Ignacio           | El Fraile                  | * 1944     | Mexiko-Stadt             | MF   | 1970                         | 2   | 1  | Bei der Heim-WM 1970 wurde Basaguren zweimal eingewechselt und erzielte bei seinem ersten Einsatz gegen El Salvador bereits sieben Minuten nach seiner Einwechslung den Treffer zum 4:0-Endstand, womit Basaguren der erste Einwechselspieler bei einer Fußball-Weltmeisterschaft war, dem ein Tor gelang. Auf Vereinsebene spielte Basaguren für den Hauptstadtverein CF Atlante. |
| Bautista, Adolfo             | Bofo                       | * 1979     | Guanajuato               | ST   | 2010                         | 1   | 0  | Bei der WM 2010 absolvierte Bautista die erste Halbzeit der Achtelfinalbegegnung gegen Argentinien. Auf Vereinsebene gewann er mit dem CF Pachuca und Deportivo Guadalajara je einmal die mexikanische Fußballmeisterschaft. |
| Belmonte, Jaime              | El Flaco El héroe de Solna | 1934–2009  | Mexiko-Stadt             | VT   | 1958                         | 2   | 1  | In seinem ersten WM-Spiel gegen Wales erzielte er unmittelbar vor dem Schlusspfiff den 1:1-Ausgleich und sorgte dafür, dass Mexiko in seinem insgesamt zehnten WM-Spiel zum ersten Mal ungeschlagen blieb. Belmonte ist der einzige WM-Teilnehmer in der Geschichte des CD Cuautla und war der erfolgreichste Torjäger in der Geschichte seines langjährigen Vereins CD Irapuato. |
| Bernal, Marcelino            | ?                          | * 1962     | Tepic                    | MF   | 1994, 1998                   | 6   | 1  | Bei der WM 1994 kam Bernal in allen Spielen Mexikos zum Einsatz und erzielte das 1:1 gegen Italien, wodurch Mexiko die Qualifikation für das Achtelfinale gelang. Dort scheiterte er im Elfmeterschießen gegen Bulgarien. Auf Vereinsebene gewann er mit dem Puebla FC und CF Pachuca je einmal die mexikanische Fußballmeisterschaft. |
| Blanco, Carlos               | ?                          | 1928–2011  | Madrid                   | ST   | 1954, 1958                   | 2   | 0  | Während Blanco 1954 nicht über die Rolle eines Reservisten hinauskam, bestritt er 1958 zwei Spiele der Mexikaner. Seinen ersten Einsatz hatte er gegen Wales, als die mexikanische Nationalmannschaft erstmals bei einem WM-Spiel nicht verlor. Auf Vereinsebene spielte Blanco vorwiegend für den Club Necaxa. |
| Blanco, Cuauhtémoc           | ?                          | * 1973     | Mexiko-Stadt             | ST   | 1998, 2002, 2010             | 11  | 3  | Blanco kam in 11 von 12 WM-Begegnungen Mexikos zum Einsatz und erzielte bei jeder Weltmeisterschaft, an der er teilnahm, einen Treffer. Mit seinem langjährigen Verein Club América gewann er in der Clausura 2005 die mexikanische Fußballmeisterschaft. |
| Borbolla, José Luis          | ?                          | 1920–2001  | Mexiko-Stadt             | ST   | 1950                         | 1   | 0  | Borbolla bestritt das WM-Spiel gegen die Schweiz und spielte für verschiedene Vereine; unter anderem Real Madrid und während der WM stand er beim Club América unter Vertrag. |
| Borgetti, Jared              | ?                          | * 1973     | Culiacán                 | ST   | 2002, 2006                   | 6   | 2  | Bei der WM 2002 erzielte Borgetti je ein Tor in den Gruppenspielen gegen Ecuador (2:1) und Italien (1:1). Auf Vereinsebene gewann er mit Santos Laguna die beiden ersten Meistertitel in deren Vereinsgeschichte. |
| Borja, Enrique               | ?                          | * 1945     | Mexiko-Stadt             | ST   | 1966, 1970                   | 5   | 1  | Bei der WM 1966 bestritt Borja alle 3 Spiele Mexikos und erzielte beim 1:1 gegen Frankreich das einzige Tor seiner Mannschaft bei dieser WM. In den frühen 1970er-Jahren war Borja dreimal in Folge Torschützenkönig der mexikanischen Liga. Auf Vereinsebene spielte er für seinen Herzensverein UNAM Pumas und dessen Erzrivalen Club América, mit dem er 1971 mexikanischer Meister wurde. |
| Boy, Tomás                   | ?                          | 1952–2022  | Mexiko-Stadt             | MF   | 1986                         | 5   | 0  | Boy kam bei der Heim-WM 1986 in allen 5 Spielen Mexikos zum Einsatz. Auf Vereinsebene gewann er mit den UANL Tigres die beiden ersten Meistertitel in deren Vereinsgeschichte. |
| Bravo, Omar                  | Mochiteco                  | * 1980     | Los Mochis               | ST   | 2006                         | 3   | 2  | Bravo bestritt alle 3 Gruppenspiele Mexikos bei der WM 2006 und steuerte im ersten Spiel 2 Tore zum 3:1-Sieg gegen den Iran bei. |
| Caballero, Gabriel           | El Eterno                  | * 1971     | Argentinien              | ST   | 2002                         | 2   | 0  | Der in der argentinischen Stadt Santa Fe geborene Caballero war 1995 Torschützenkönig der chilenischen Liga und 2 Jahre später auch der mexikanischen Liga. Er war insgesamt sechsmal mexikanischer Meister: fünfmal mit dem CF Pachuca und einmal mit Santos Laguna. |
| Calderón de la Barca, Carlos | ?                          | 1934–2012  | Mexiko-Stadt             | ST   | 1958                         | 1   | 0  | Calderón de la Barca kam im ersten WM-Spiel gegen Schweden zum Einsatz. Auf Vereinsebene spielte er zu jener Zeit für den CF Atlante. 1962 gewann er mit den UNAM Pumas die Meisterschaft der Segunda División und stieg in die höchste Spielklasse auf, der der Verein seither angehört. |
| Cárdenas, Javier             | Hijín                      | 1952–2022  | Mexiko-Stadt             | MF   | 1978                         | 1   | 0  | Bei der WM 1978 bestritt Cárdenas die erste Halbzeit des letzten Vorrundenspiels gegen Polen, das 1:3 verloren wurde. Auf Vereinsebene gewann Cárdenas mit Deportivo Toluca in der Saison 1974/75 die mexikanische Fußballmeisterschaft. |
| Cárdenas, Raúl               | El Rojo, Guero             | 1928–2016  | Mexiko-Stadt             | VT   | 1954, 1958, 1962             | 7   | 0  | Als Spieler nahm Cárdenas an 3 Weltmeisterschaften teil und bei der Heim-WM 1970 war er Trainer der Nationalmannschaft. Auf Vereinsebene gewann er als Spieler in den 1950er-Jahren alle Titel in der Vereinsgeschichte des CD Zacatepec und als Vereinstrainer insgesamt sechs mexikanische Meistertitel; 5 mit dem CD Cruz Azul und einen mit dem Club América. |
| Carmona, Salvador            | Chava                      | * 1975     | Mexiko-Stadt             | VT   | 1998, 2002                   | 6   | 0  | Carmona bestritt 84 Länderspieleinsätze und gewann mit seinem langjährigen Verein Deportivo Toluca viermal die mexikanische Fußballmeisterschaft. Wegen wiederholten Dopingvergehens wurde Carmona im Mai 2007 mit einer lebenslangen Sperre belegt. |
| Carreño, Juan                | El Trompito                | 1909–1940  | Mexiko-Stadt             | ST   | 1930                         | 3   | 1  | Carreño gehörte zum mexikanischen Team, das am 13. Juli 1930 die allererste Begegnung einer Fußball-Weltmeisterschaft bestritt und er war durch seinen Treffer bei der 1:4-Niederlage gegen Frankreich auch der erste WM-Torschütze Mexikos. Auf Vereinsebene spielte Carreño die längste Zeit beim CF Atlante. Im Alter von 31 Jahren verstarb Carreño an einer Appendizitis. |
| Casarín, Horacio             | El Chamaco                 | 1918–2005  | Mexiko-Stadt             | ST   | 1950                         | 3   | 1  | Casarín gilt als einer der besten mexikanischen Fußballspieler aller Zeiten. In der Amateurepoche gewann er 2 Meistertitel mit dem Club Necaxa und in der Profiära einen weiteren Meistertitel mit dem CF Atlante. Außerdem war er in der Saison 1950/51 Torschützenkönig der mexikanischen Liga. |
| Castro, Israel               | ?                          | * 1980     | Mexiko-Stadt             | VT   | 2010                         | 1   | 0  | Castro kam im Spiel gegen Uruguay (0:1) zu seinem einzigen WM-Einsatz. Mit den UNAM Pumas gewann er viermal die mexikanische Fußballmeisterschaft. |
| Castro, José Antonio         | Gringo                     | * 1980     | Mexiko-Stadt             | VT   | 2006                         | 2   | 0  | Castro gewann mit dem Club América zweimal die mexikanische Fußballmeisterschaft. |
| Chaires, Arturo              | El Cura                    | 1937–2020  | Guadalajara              | VT   | 1962, 1966                   | 3   | 0  | Während Chaires bei der WM 1962 nicht über die Reservistenrolle hinauskam, bestritt er alle 3 Spiele Mexikos bei der WM 1966. Mit seinem langjährigen Verein Deportivo Guadalajara gewann er insgesamt fünfmal die mexikanische Fußballmeisterschaft. |
| Chávez, Juan Carlos          | La Pájara                  | * 1967     | Zamora                   | MF   | 1994                         | 1   | 0  | Chávez kam zu einem kurzen WM-Einsatz, als er im Spiel gegen Italien (1:1) in der 82. Minute eingewechselt wurde. Seine längste Vereinsstation war bei Atlas Guadalajara, für die er in 3 Etappen spielte. |
| Chávez, Luis                 | ?                          | * 1996     | Jalisco                  | MF   | 2022                         | 3   | 1  | Chávez bestritt alle 3 WM-Spiele der Mexikaner in voller Länge und erzielte im letzten Spiel gegen Saudi-Arabien, in dem er zum Man of the Match gewählt wurde, ein Tor. Mit dem CF Pachuca gewann er in der Apertura 2022 die mexikanische Fußballmeisterschaft. |
| Cisneros, Ernesto            | ?                          | * 1940     | La Experiencia           | MF   | 1966                         | 1   | 0  | Cisneros stammt aus dem Nachwuchsbereich seines Heimatvereins CD Imperio. Als Profi spielte er für Atlas Guadalajara, CD Zacatepec und CF Atlante. Bei der WM 1966 bestritt Cisneros das Spiel gegen Uruguay |
| Cisneros, Rigoberto          | ?                          | * 1953     | Mexiko-Stadt             | VT   | 1978                         | 1   | 0  | Bei der WM 1966 bestritt Cisneros das Spiel gegen Polen. Mit Deportivo Toluca gewann er in der Saison 1974/75 die mexikanische Fußballmeisterschaft |
| Cobos, Carlos de los         | ?                          | * 1958     | Matamoros                | MF   | 1986                         | 3   | 0  | De los Cobos gewann mit dem Club América dreimal die mexikanische Fußballmeisterschaft. |
| Corona, Jesús                | ?                          | * 1993     | Hermosillo               | ST   | 2018                         | 2   | 0  | Bei der WM 2018 kam Corona zweimal als Einwechselspieler zum Einsatz. Mit dem FC Porto gewann er zweimal die portugiesische Fußballmeisterschaft. |
| Cruz, Félix                  | ?                          | * 1961     | Torreón                  | VT   | 1986                         | 5   | 0  | Bei der Heim-WM 1986 bestritt Cruz alle 5 Spiele Mexikos über die volle Distanz. Zu dieser Zeit stand er bei den UNAM Pumas unter Vertrag. |
| Cruz, Javier                 | El Abuelo                  | * 1966     | San Luis Potosí          | MF   | 1986                         | 4   | 0  | Bei der Heim-WM 1986 kam Cruz als Einwechselspieler in 4 von 5 Spielen Mexikos zum Einsatz. Auf Vereinsebene gewann er mit dem CF Monterrey im Torneo México 1986 den ersten Meistertitel der Vereinsgeschichte. Elf Jahre später gewann er mit den UANL Tigres die Zweitligameisterschaft, womit der Mannschaft die unmittelbare Rückkehr in die höchste Spielklasse gelang. |
| Cuburu, Samuel               | Chapela                    | 1928–????  | Orizaba                  | MF   | 1950                         | 1   | 0  | Während seiner WM-Teilnahme, bei der er im Gruppenspiel gegen Jugoslawien (1:4) zum Einsatz kam, stand Cuburu beim Puebla FC unter Vertrag. Anschließend wechselte er zum CD Zacatepec, mit dem er in der Saison 1954/55 die mexikanische Fußballmeisterschaft gewann. |
| Cuéllar, Leonardo            | León de la Metro           | * 1952     | Mexiko-Stadt             | MF   | 1978                         | 3   | 0  | Cuéllar bestritt alle 3 Spiele Mexikos bei der WM 1978 in voller Länge. Auf Vereinsebene spielte er lange für die UNAM Pumas und gewann mit ihnen in der Saison 1976/77 den ersten Meistertitel der Vereinsgeschichte. Von 1998 bis 2016 war er Trainer der mexikanischen Frauenfußballnationalmannschaft. |
| Davino, Duilio               | ?                          | * 1976     | León                     | VT   | 1998                         | 4   | 0  | Bei der WM 1988 bestritt Davino alle 4 Spiele Mexikos über die volle Distanz. Auf Vereinsebene gewann er insgesamt fünfmal die mexikanische Meisterschaft; zunächst in der Saison 1993/94 mit den UAG Tecos den einzigen Meistertitel in deren Vereinsgeschichte sowie anschließend je 2 mit dem Club América und dem CF Monterrey, dessen Präsident er heute ist. |
| Díaz, Isidoro                | El Chololo                 | * 1938     | Jalisco                  | MF   | 1962, 1966, 1970             | 6   | 1  | Díaz bestritt 1962 und 1966 alle WM-Spiele Mexikos und kam bei der Heim-WM 1970 nicht über die Rolle des Reservisten hinaus. 1962 erzielte er das Tor zum 1:1-Ausgleich gegen die Tschechoslowakei, als Mexiko am Ende mit einem 3:1-Erfolg seinen ersten WM-Sieg feierte. Mit seinem langjährigen Verein Deportivo Guadalajara gewann Díaz siebenmal die mexikanische Fußballmeisterschaft. |
| Domínguez, Alejandro         | ?                          | * 1961     | Mexiko-Stadt             | MF   | 1986                         | 1   | 0  | Bei der Heim-WM 1986 wurde Domínguez beim Spiel gegen den Irak eingewechselt. Mit seinem langjährigen Verein Club América gewann Domíguez fünfmal die mexikanische Fußballmeisterschaft. |
| España, Miguel               | Capitán                    | * 1964     | Mexiko-Stadt             | MF   | 1986                         | 5   | 0  | Bei der im eigenen Land ausgetragenen WM 1986 schaffte España es vom Einwechselspieler (in den ersten beiden Partien) zum Stammspieler, der die letzten drei Spiele der Mexikaner über die volle Distanz bestritt. Mit den UNAM Pumas und Santos Laguna gewann er je einmal die mexikanische Fußballmeisterschaft. |
| Fabián, Marco                | Marquito                   | * 1989     | Guadalajara              | MF   | 2014, 2018                   | 4   | 0  | Bevor Fabián 2014 (3 Einsätze) erstmals bei einer WM teilnahm, gewann er 2012 mit der mexikanischen Olympiaauswahl die olympische Goldmedaille. Unmittelbar vor seiner zweiten WM-Teilnahme 2018 (ein Einsatz) gewann er mit Eintracht Frankfurt in der Saison 2017/18 den DFB-Pokal. |
| Flores, Antonio              | El Niño                    | 1923–2001  | ?                        | MF   | 1950                         | 2   | 0  | Mit seinem langjährigen Verein Atlas Guadalajara gewann Flores zweimal den mexikanischen Pokalwettbewerb sowie 1951 den ersten und lange Zeit einzigen Meistertitel der Vereinsgeschichte. |
| Flores, Francisco            | Panchito                   | 1926–1986  | Guadalajara              | MF   | 1958                         | 3   | 0  | Mit seinem langjährigen Verein Deportivo Guadalajara gewann Flores fünfmal die mexikanische Fußballmeisterschaft. |
| Flores, Ignacio              | Nacho                      | 1953–2011  | Mexiko-Stadt             | VT   | 1978                         | 1   | 0  | Flores kam im letzten Spiel Mexikos bei der WM 1978 gegen Polen zum Einsatz. Mit seinem langjährigen Verein CD Cruz Azul gewann Flores viermal die mexikanische Fußballmeisterschaft. Flores kam bei einem bewaffneten Angriff ums Leben. |
| Flores, Luis                 | Lucho                      | * 1961     | Mexiko-Stadt             | ST   | 1986                         | 3   | 1  | Flores kam bei der Heim-WM 1986 in allen 3 Vorrundenspielen Mexikos zum Einsatz und erzielte den Führungstreffer gegen Paraguay (1:1). 1981 gewann Flores mit den UNAM Pumas die mexikanische Fußballmeisterschaft und die Copa Interamericana. In der Saison 1987/88 war er Torschützenkönig der mexikanischen Liga. |
| Fonseca, Francisco           | Kikin                      | * 1979     | León                     | ST   | 2006                         | 4   | 1  | Fonseca kam in allen 4 Spielen Mexikos bei der WM 2006 zum Einsatz und erzielte im Vorrundenspiel gegen Portugal (1:2), in dem er zum Man of the Match gewählt wurde, das einzige Tor für seine Mannschaft. Auf Vereinsebene gewann er mit den UNAM Pumas beide Meistertitel des Jahres 2004. |
| Fragoso, Javier              | El Chalo                   | 1942–2014  | ?                        | ST   | 1966, 1970                   | 5   | 1  | Bei der WM 1966 bestritt Fragoso das erste Spiel Mexikos gegen Frankreich (1:1) und bei der Heim-WM 1970 alle 4 Begegnungen für sein Heimatland. Dort erzielte er den Treffer zum 3:0 beim 4:0-Sieg gegen El Salvador. Mit seinem langjährigen Verein Club América gewann Fragoso zweimal den mexikanischen Pokalwettbewerb sowie 1966 den ersten Meistertitel des Vereins in der mexikanischen Profiliga. |
| Franco, Guillermo            | ?                          | * 1976     | Argentinien              | ST   | 2006, 2010                   | 7   | 0  | Bei 7 WM-Einsätzen gelang dem Stürmer kein einziger Treffer. Auf Vereinsebene gewann er 3 Meistertitel; je einmal die argentinische Meisterschaft mit San Lorenzo und Vélez Sársfield sowie einmal die mexikanische Meisterschaft mit dem CF Monterrey. Außerdem war er je einmal Fußballer des Jahres in Mexiko und Torschützenkönig der mexikanischen Liga. |
| Funes, Rogelio               | ?                          | * 1991     | Argentinien              | ST   | 2022                         | 1   | 0  | Bei der WM 2022 kam Funes zu einem kurzen Einsatz, als er in der 86. Minute des letzten Gruppenspiels gegen Saudi-Arabien eingewechselt wurde. Auf Vereinsebene gewann Funes mehrere Titel mit Benfica Lissabon und dem CF Monterrey; unter anderem je einmal die portugiesische und die mexikanische Fußballmeisterschaft. Sein Zwillingsbruder Ramiro Funes Mori ist argentinischer Nationalspieler, aber ohne Berufung in den WM-Kader. |
| Galindo, Benjamín            | El Maestro                 | * 1960     | Zacatecas                | MF   | 1994                         | 2   | 0  | Galindo kam im Vorrundengruppenspiel gegen Norwegen (0:1) für eine Halbzeit zum Einsatz und bestritt das Achtelfinalspiel gegen Bulgarien, das die Mexikaner im Elfmeterschießen verloren, in voller Länge. Mit vier verschiedenen Vereinen gewann er je einmal die mexikanische Fußballmeisterschaft: zunächst mit Deportivo Guadalajara und danach mit Santos Laguna, CD Cruz Azul und dem CF Pachuca. |
| Gallardo, Jesús              | Vegeta                     | * 1994     | Tabasco                  | VT   | 2018, 2022                   | 7   | 0  | Der aus dem CSD Once Hermanos hervorgegangene Gallardo kam bei beiden Weltmeisterschaften, an denen er teilnahm, in allen Begegnungen zum Einsatz. Im letzten Gruppenspiel 2018 gegen Schweden erhielt er bereits nach 15 Sekunden die schnellste Gelbe Karte der WM-Geschichte. Mit dem CF Monterrey gewann er in der Apertura 2019 den Meistertitel. |
| García Aspe, Alberto         | ?                          | * 1967     | Mexiko-Stadt             | MF   | 1994, 1998, 2002             | 8   | 2  | Bei seinen beiden ersten WM-Teilnahmen kam García Aspe in 7 von 8 Begegnungen Mexikos zum Einsatz und erzielte jeweils ein Tor per Strafstoß, konnte aber im Elfmeterschießen des Achtelfinales 1994 gegen Bulgarien, das Mexiko verlor, nicht verwandeln. Bei seiner letzten WM 2002 wurde er im Achtelfinale gegen den Erzrivalen USA eingewechselt. In der Saison 1984/85 wurde García Aspe zum besten Nachwuchsspieler Mexikos gewählt. In den 1990er-Jahren gewann er mit den UNAM Pumas und dem Club Necaxa insgesamt dreimal die mexikanische Fußballmeisterschaft. |
| García, Luis                 | Doctor                     | * 1969     | Mexiko-Stadt             | ST   | 1994, 1998                   | 4   | 1  | Bei seiner ersten WM-Teilnahme kam García in allen 4 Spielen Mexikos zum Einsatz und erzielte ein Tor beim 2:1-Sieg gegen Irland. Bei seiner zweiten WM 1998 kam er nicht über die Rolle eines Reservisten hinaus. Mit den UNAM Pumas gewann García in der Saison 1990/91 die mexikanische Fußballmeisterschaft und war insgesamt dreimal Torschützenkönig der mexikanischen Liga. |
| García, Rafael               | Lucho                      | * 1974     | Mexiko-Stadt             | MF   | 2002, 2006                   | 1   | 0  | Zu seinem einzigen WM-Einsatz kam García 2002, als er eine Viertelstunde vor Schluss im letzten Gruppenspiel gegen Italien (1:1) eingewechselt wurde. Auf Vereinsebene gewann er mit Deportivo Toluca dreimal die mexikanische Fußballmeisterschaft. |
| Garza Gutiérrez, Francisco   | ?                          | 1904–1965  | Mexiko-Stadt             | VT   | 1930                         | 1   | 0  | Francisco Garza Gutiérrez war der jüngere Bruder von Rafael Garza Gutiérrez. Er bestritt das WM-Spiel gegen Argentinien (3:6) und wurde mindestens einmal Meister mit dem Club América. |
| Garza Gutiérrez, Rafael      | Récord                     | 1896–1974  | Mexiko-Stadt             | VT   | 1930                         | 3   | 0  | Rafael Garza Gutiérrez bestritt alle 3 Begegnungen Mexikos bei der WM 1930. Gemeinsam mit einem Cousin hatte er 1916 den Récord FC gegründet, der noch im selben Jahr mit einem weiteren Verein zum Club América fusioniert wurde. Mit diesem Verein gewann Rafael Garza Gutiérrez in den 1920er-Jahren viermal die Meisterschaft der Hauptstadtliga. |
| Gayón, Roberto               | La Pulga                   | 1910–????  | Costa Rica               | ST   | 1930                         | 2   | 1  | Gayón bestritt 2 Spiele bei der WM 1930 und erzielte ein Tor gegen Argentinien (3:6). Auf Vereinsebene gewann er mit dem Club América in der Saison 1927/28 die Meisterschaft der Hauptstadtliga. |
| Gómez, Carlos                | ?                          | 1952–2017  | ?                        | VT   | 1978                         | 1   | 0  | Gómez bestritt bei der WM 1978 das letzte Gruppenspiel der Mexikaner gegen Polen (1:3). Während eines Großteils der 1970er-Jahre spielte Gómez für den León FC. |
| Gómez, Gregorio              | Tepa                       | 1924–2015  | Jalisco                  | VT   | 1950                         | 2   | 0  | Gómez war der zweite Spieler von Deportivo Guadalajara, der bei einer Fußball-Weltmeisterschaft zum Einsatz kam. Er bestritt das zweite Vorrundenspiel Mexikos gegen Jugoslawien (1:4) und das dritte Spiel gegen die Schweiz (1:2). |
| Gómez, Juan                  | Chapetes                   | 1924–2009  | Guadalajara              | ST   | 1954                         | 1   | 0  | Sein einziger WM-Einsatz gegen Brasilien (0:5) war zugleich sein einziges Länderspiel überhaupt. In der Saison 1950/51 gewann er mit Atlas Guadalajara die mexikanische Fußballmeisterschaft. |
| González, Carlos             | ?                          | 1935–2017  | La Piedad                | ST   | 1958                         | 2   | 0  | González bestritt das zweite Gruppenspiel gegen Wales (1:1), bei dem Mexiko erstmals überhaupt in einem WM-Spiel ungeschlagen blieb, sowie das letzte Gruppenspiel gegen Ungarn (0:4). Auf Vereinsebene spielte er für den Club Deportivo Zamora, Atlas Guadalajara und den Poza Rica FC, in dessen Reihen er dreimal in Folge Torschützenkönig der Segunda División war. |
| González, José Luis          | La Calaca                  | 1942–1995  | Celaya                   | MF   | 1966, 1970                   | 2   | 1  | Während González bei seiner ersten WM-Teilnahme nicht über die Rolle eines Reservisten hinauskam, bestritt er bei der Heim-WM 1970 zwei Einsätze und erzielte im Viertelfinale den Führungstreffer zum 1:0 gegen Italien (1:4). Auf Vereinsebene spielte er vorwiegend für die UNAM Pumas und anschließend noch 3 Jahre für Deportivo Toluca. |
| Guardado, Andrés             | ?                          | * 1986     | Guadalajara              | MF   | 2006, 2010, 2014, 2018, 2022 | 13  | 1  | Guardado war bereits der dritte mexikanische Spieler (nach Antonio Carbajal und Rafael Márquez), der bei 5 Weltmeisterschaften zum Einsatz kam. Seinen einzigen WM-Treffer erzielte er 2014 im Gruppenspiel gegen Kroatien (3:1). Zu Beginn seiner Laufbahn spielte er für seinen Heimatverein Atlas Guadalajara und anschließend für verschiedene Vereine in Europa; darunter Bayer 04 Leverkusen. |
| Guevara, Carlos              | ?                          | * 1930     | Puebla                   | MF   | 1950                         | 1   | 0  | Bei seiner einzigen WM-Teilnahme kam Guevara im Spiel gegen die Schweiz (1:2) zum Einsatz. Auf Vereinsebene spielte er vor der WM 1950 für den CF Asturias und anschließend für den Club Necaxa. |
| Gutiérrez, Crescencio        | Mellone                    | * 1933     | Guadalajara              | ST   | 1958                         | 3   | 0  | Bei der WM 1958 bestritt er alle 3 Begegnungen Mexikos. Auf Vereinsebene gewann er mit seinem Heimatverein Deportivo Guadalajara fünfmal die mexikanische Fußballmeisterschaft. |
| Gutiérrez, Erick             | ?                          | * 1995     | Sinaloa                  | MF   | 2018, 2022                   | 1   | 0  | Während Gutiérrez bei seiner ersten WM-Teilnahme nicht über die Rolle eines Reservisten hinauskam, kam er bei seiner zweiten WM-Teilnahme 2022 im zweiten Gruppenspiel der Mexikaner gegen Argentinien (0:2) zum Einsatz. In der Clausura 2016 gewann er mit dem CF Pachuca die mexikanische Fußballmeisterschaft. |
| Gutiérrez, Manuel            | La Bruja                   | * 1920     | ?                        | VT   | 1950                         | 2   | 0  | Gutiérrez spielte für den Heimatverein Club América, mit dem er in der Saison 1953/54 den mexikanischen Pokalwettbewerb gewann. |
| Gutiérrez, Raúl              | El Potro                   | * 1966     | Mexiko-Stadt             | VT   | 1994                         | 2   | 0  | Auf Vereinsebene spielte Gutiérrez zunächst für seinen Heimatverein CF Atlante, mit dem er in der Saison 1992/93 die mexikanische Fußballmeisterschaft gewann. Anschließend spielte er 7 Jahre lang für den Stadtrivalen Club América. |
| Guzmán, Javier               | Kalimán                    | 1945–2014  | Veracruz                 | VT   | 1970                         | 4   | 0  | Bei der Heim-WM 1970 bestritt Guzmán alle 4 Spiele des Gastgebers, der bei dieser WM erstmals das Viertelfinale erreichte. Mit seinem langjährigen Verein CD Cruz Azul gewann er fünfmal die mexikanische Fußballmeisterschaft. |
| Hermosillo, Carlos           | El Grandote de Cerro Azul  | * 1964     | Veracruz                 | ST   | 1986, 1994                   | 2   | 0  | Während Hermosillo bei der Heim-WM 1986 nicht über die Rolle eines Reservisten hinauskam, kam er bei der WM 1994 zweimal zum Einsatz. Hermosillo gewann mit drei Hauptstadtvereinen insgesamt sechsmal die mexikanische Fußballmeisterschaft: in den 1980er-Jahren viermal mit dem Club América sowie in den 1990er-Jahren je einmal mit dem CD Cruz Azul und dem Club Necaxa. |
| Hernández, Alfredo           | Fello                      | 1935–2003  | Mexiko-Stadt             | ST   | 1958, 1962                   | 2   | 0  | Hernández kam bei beiden Fußball-Weltmeisterschaften, bei denen er nominiert war, in jeweils einem Spiel zum Einsatz und wirkte unter anderem beim ersten WM-Sieg Mexikos (3:1 gegen den späteren Vizeweltmeister Tschechoslowakei, 1962) mit. Auf Vereinsebene gewann er mit dem León FC jeweils einmal die mexikanische Fußballmeisterschaft und den Pokalwettbewerb. |
| Hernández, Guillermo         | El Campeón                 | * 1942     | Jalisco                  | MF   | 1966, 1970,                  | 4   | 0  | Während Hernández bei der WM 1966 in allen 3 Spielen der Mexikaner mitwirkte, kam er bei der Heim-WM 1970 nur im Eröffnungsspiel gegen die Sowjetunion (0:0) zum Einsatz. Auf Vereinsebene gewann er mit dem Club América jeweils einmal die mexikanische Fußballmeisterschaft und den Pokalwettbewerb. |
| Hernández, Héctor            | Chale                      | 1935–1984  | Guadalajara              | ST   | 1962                         | 3   | 1  | Hernández bestritt alle 3 Spiele Mexikos bei der WM 1962 und erzielte das Tor zum 3:1-Endstand – dem ersten WM-Sieg der Mexikaner überhaupt – gegen den späteren Vizeweltmeister Tschechoslowakei per Strafstoß in der letzten Spielminute. Auf Vereinsebene gehörte er zur „goldenen Generation“ des CD Guadalajara, mit dem er sechsmal die mexikanische Fußballmeisterschaft gewann. Hernández starb im Alter von 48 Jahren bei einem Verkehrsunfall. |
| Hernández, Javier            | Chicharito                 | * 1988     | Guadalajara              | ST   | 2010, 2014, 2018             | 12  | 4  | Chicharito wirkte in allen 12 WM-Spielen Mexikos mit, bei denen er zum Kader gehörte, und erzielte bei jeder WM, bei der er im Aufgebot stand, mindestens einen Treffer. Zu Beginn seiner Laufbahn gewann er mit seinem Heimatverein Deportivo Guadalajara die mexikanische Fußballmeisterschaft und feierte später auch Erfolge auf internationaler Ebene mit Manchester United und Real Madrid. In der Bundesliga bestritt er 54 Spiele für Bayer 04 Leverkusen, in denen er 26 Tore erzielte. |
| Hernández, Luis              | El Matador, El Pájaro      | * 1968     | Poza Rica                | ST   | 1998, 2002                   | 7   | 4  | Bei der WM 1998 kam Hernández in allen 4 Begegnungen der Mexikaner zum Einsatz und erzielte ebenso viele Tore. Bei der WM 2002 kam er zu 3 Einsätzen, blieb aber ohne Torerfolg. Mit seinen Vereinen Club Necaxa und Club América gewann er insgesamt dreimal die mexikanische Fußballmeisterschaft. |
| Herrera, Héctor              | El Zorro                   | * 1990     | Tijuana                  | MF   | 2014, 2018, 2022             | 10  | 0  | Mit Ausnahme des letzten Spiels der Mexikaner bei der WM 2022 gegen Saudi-Arabien kam Herrera in jeder WM-Begegnung zum Einsatz, zu der er nominiert war. Nach seiner ersten Station beim CD Cuautla spielte Herrera vorwiegend im Ausland und am längsten beim FC Porto und anschließend für Atlético Madrid, mit denen er je einmal die portugiesische und spanischer Fußballmeisterschaft gewann. |
| Isiordia, Raúl               | Cora                       | * 1952     | Tepic                    | ST   | 1978                         | 1   | 0  | Bei der WM 1978 bestritt Isiorda das erste Gruppenspiel gegen Tunesien (1:3). Isiorda stand vor der WM 1978 bei Atlético Español und anschließend beim CF Monterrey unter Vertrag. |
| Jasso, Antonio               | El Güero                   | 1935–2013  | Mexiko-Stadt             | ST   | 1962                         | 2   | 0  | Jasso gewann mit seinen Vereinen CD Zacatepec und Club América je einmal die mexikanische Fußballmeisterschaft und je zweimal den Pokalwettbewerb. |
| Jáuregui, Ignacio            | El Gallo                   | * 1938     | Guadalajara              | VT   | 1962, 1966                   | 3   | 0  | Jáuregui spielte zunächst für seinen Heimatverein Atlas Guadalajara, mit dem er in der Saison 1961/62 den mexikanischen Pokalwettbewerb gewann, und anschließend für den CF Monterrey. |
| Jiménez, Raúl                | ?                          | * 1991     | Hidalgo                  | ST   | 2014, 2018, 2022             | 6   | 0  | Jiménez kam bei allen 3 Fußball-Weltmeisterschaften, zu denen er nominiert war, als Einwechselspieler – jedoch nie vor der 60. Minute – zum Einsatz. Mit dem Club América und Benfica Lissabon gewann er je zweimal die mexikanische und die portugiesische Fußballmeisterschaft. |
| Juárez, Efraín               | ?                          | * 1988     | Mexiko-Stadt             | VT   | 2010                         | 3   | 0  | Juárez ging aus dem Nachwuchsbereich der UNAM Pumas hervor und wechselte später zum Erzrivalen, dem ebenfalls im Stadtbezirk Coyoacán beheimateten Club América. Mit beiden Vereinen gewann er je einmal die mexikanische Fußballmeisterschaft. |
| Lamadrid, José               | El Niño Artillero          | 1930–2021  | ?                        | ST   | 1954                         | 2   | 1  | Lamadrid absolvierte beide Spiele der Mexikaner bei der WM 1954 und erzielte im zweiten Spiel gegen die Schweiz den Anschlusstreffer zum 1:2 (Endstand 2:3). Mit dem Club América gewann er in der auf die WM folgenden Saison 1954/55 den mexikanischen Pokalwettbewerb. |
| Lara, Raúl                   | ?                          | * 1973     | Mexiko-Stadt             | VT   | 1998                         | 3   | 0  | Lara bestritt bei der WM 1998 zwei Spiele über die volle Distanz; darunter das Achtelfinale gegen Deutschland. Mit seinem langjährigen Verein Club América gewann er im Sommerturnier 2002 die mexikanische Fußballmeisterschaft. |
| Layún, Miguel                | ?                          | * 1988     | Córdoba                  | VT   | 2014, 2018                   | 8   | 0  | Layún wirkte in allen WM-Spielen mit, in denen er im Kader stand und bestritt die meisten Begegnungen über die volle Distanz. Mit dem Club América gewann er die mexikanische Fußballmeisterschaft in der Clausura 2013. |
| López, Enrique               | El Profe                   | * 1957     | Mexiko-Stadt             | ST   | 1978                         | 1   | 0  | López Zarza bestritt die erste Halbzeit des WM-Vorrundenspiels 1978 gegen Deutschland, das 0:6 verloren wurde und bei dem Mexiko bereits zur Pause mit 0:4 zurücklag. Mit dem UNAM Pumas gewann er die mexikanische Fußballmeisterschaft in der Saison 1980/81. |
| López, Hilario               | Moco                       | 1907–1987  | Guadalajara              | ST   | 1930                         | 3   | 0  | López bestritt bei der WM 1930 alle Spiele der mexikanischen Mannschaft. Seine fußballerische Laufbahn begann „Moco“ López bei seinem Heimatverein Club Deportivo Nacional und er wurde später mit dem Club Deportivo Marte (einmal) und dem Club Necaxa (zweimal) Meister der Hauptstadtliga, von der er in den Spielzeiten 1934/35, 1935/36 und 1936/37 auch dreimal in Folge Torschützenkönig war. |
| López, Horacio               | ?                          | * 1948     | Guerrero                 | ST   | 1970                         | 2   | 0  | Bei der Heim-WM 1970 war López der jüngste Spieler im WM-Aufgebot der Mexikaner und kam in 2 Vorrundenspielen zum Einsatz. Mit dem Club América (einmal) und dem CD Cruz Azul (fünfmal) gewann er insgesamt sechsmal die mexikanische Fußballmeisterschaft. |
| López, Narciso               | El Chicho                  | 1928–1988  | Jalisco                  | VT   | 1954                         | 2   | 0  | Bei der WM 1954 bestritt López beide Spiele Mexikos. Auf Vereinsebene gewann er mit seinem Heimatverein Deportivo Guadalajara zweimal die mexikanische Fußballmeisterschaft. |
| Lozano, Hirving              | Chucky                     | * 1995     | Mexiko-Stadt             | ST   | 2018, 2022                   | 7   | 1  | Lozano wirkte in allen WM-Spielen mit, bei denen er im mexikanischen Kader stand, und erzielte gleich bei seinem ersten Einsatz gegen Deutschland den Siegtreffer zum 1:0. Mit seinen Vereinen CF Pachuca und PSV Eindhoven gewann er je einmal die mexikanische und die niederländische Fußballmeisterschaft. Außerdem gewann er mit dem SSC Neapel in der Saison 2019/20 die Coppa Italia. |
| Lugo, Gerardo                | ?                          | * 1955     | Mexiko-Stadt             | MF   | 1978                         | 2   | 0  | Mit dem CD Cruz Azul gewann Lugo zweimal die mexikanische Fußballmeisterschaft. |
| Luna, Braulio                | ?                          | * 1974     | Mexiko-Stadt             | MF   | 1998, 2002                   | 6   | 0  | Bei der WM 1998 bestritt Luna 2 Spiele der Mexikaner. Bei der WM 2002 kam er in allen 4 Begegnungen zum Einsatz und wurde im Vorrundenspiel gegen Kroatien zum Man of the Match gewählt. |
| Márquez, Rafael              | El Káiser de Michoacán     | * 1979     | Zamora                   | VT   | 2002, 2006, 2010, 2014, 2018 | 19  | 3  | Márquez war der erste mexikanische Feldspieler (und der zweite Mexikaner nach dem Torwart Antonio Carbajal), der bei 5 Weltmeisterschaften zum Einsatz kam. Mit insgesamt 19 Einsätzen (davon 17 als Kapitän) ist er auch der Spieler, der für Mexiko die meisten WM-Einsätze bestritten hat. Bei seinen 5 Teilnehmen fehlte er lediglich im letzten Vorrundenspiel der WM 2022 gegen Schweden, das zugleich mit der höchsten WM-Niederlage Mexikos (0:3) in diesem Zeitraum endete. Bei der WM 2006, 2010 und 2014 erzielte er auch jeweils einen Treffer; einen davon 2014 beim 3:1-Sieg gegen Kroatien, als er auch zum Man of the Match gewählt wurde. Márquez wurde in 3 Ländern Fußballmeister: zunächst gewann er mit der AS Monaco die französische Fußballmeisterschaft, dann mit dem FC Barcelona – bei dem er seine größten Erfolge feierte – viermal die spanische Meisterschaft (sowie zweimal die UEFA Champions League und 2009 auch die FIFA-Klub-Weltmeisterschaft) und nach seiner Rückkehr nach Mexiko mit dem Club León zweimal die mexikanische Fußballmeisterschaft. |
| Martín, Henry                | Bomba                      | * 1992     | Mérida                   | ST   | 2022                         | 2   | 1  | Martín erzielte bei der WM 2022 im letzten Gruppenspiel gegen Saudi-Arabien (2:1) das erste Tor für Mexiko. Seit 2018 steht er beim Club América unter Vertrag. |
| Martínez, Jesús              | ?                          | * 1952     | ?                        | VT   | 1978                         | 2   | 0  | Seine beiden WM-Einsätze waren zugleich seine beiden einzigen Länderspiele. Während der WM 1978 stand Martínez beim Club América unter Vertrag. |
| Martínez, Saturnino          | Moco                       | 1928–1960  | León                     | VT   | 1954                         | 1   | 0  | Martínez bestritt bei der WM 1954 das Spiel gegen Frankreich (2:3). Mit seinem Heimatverein León FC gewann er in der Saison 1951/52 die mexikanische Fußballmeisterschaft. |
| Mejía, Dionisio              | Nicho                      | 1907–1963  | ?                        | VT   | 1930                         | 1   | 0  | Auf Vereinsebene wurde er in der Saison 1928/29 Torschützenkönig der Hauptstadtliga und gewann in der Saison 1931/32 mit seinem langjährigen Verein Atlante die Meisterschaft. |
| Méndez, Mario                | ?                          | * 1979     | Guadalajara              | VT   | 2006                         | 4   | 0  | Mit Deportivo Toluca gewann Méndez zweimal die mexikanische Fußballmeisterschaft. |
| Mendizábal, Guillermo        | Wendy                      | * 1954     | Mexiko-Stadt             | VT   | 1978                         | 3   | 0  | Mendizábal gewann mit seinen Vereinen CD Cruz Azul (zweimal) und Deportivo Guadalajara (einmal) insgesamt dreimal die mexikanische Fußballmeisterschaft. |
| Mercado, Magdaleno           | Chivo                      | 1944–2020  | La Experiencia           | ST   | 1966                         | 2   | 0  | Mercado stammt aus dem Nachwuchsbereich seines Heimatvereins CD Imperio. Obwohl er als Profi für den benachbarten Verein Atlas Guadalajara spielte und nicht für Deportivo Guadalajara, wurde „Chivo“ zu seinem Spitznamen. |
| Mercado, Sigifredo           | ?                          | * 1968     | Toluca                   | MF   | 2002                         | 3   | 0  | Mit dem Puebla FC gewann Mercado 1990 sowohl den Meistertitel als auch den Pokalwettbewerb. |
| Montemayor, Alfonso          | El Capi                    | 1922–2012  | ?                        | VT   | 1950                         | 1   | 0  | Bei der WM 1950 bestritt Montemayor das erste Spiel der Mexikaner gegen Brasilien. Mit dem León FC gewann er dreimal die mexikanische Fußballmeisterschaft. |
| Montes, César                | Cachorro                   | * 1997     | Hermosillo               | VT   | 2022                         | 3   | 0  | Bei der WM 2022 bestritt Montes alle 3 Spiele der Mexikaner in voller Länge. Bereits in der Saison 2015/16 war Montes zum besten Nachwuchsspieler der mexikanischen Liga gewählt worden. |
| Morales, Ramón               | Ramoncito                  | * 1975     | La Piedad                | MF   | 2002, 2006                   | 6   | 0  | In der Apertura 2006 gewann Morales mit seinem langjährigen Verein Deportivo Guadalajara die mexikanische Fußballmeisterschaft. |
| Moreno, Héctor               | ?                          | * 1988     | Culiacán                 | VT   | 2010, 2014, 2018, 2022       | 12  | 0  | Moreno gehörte zur „goldenen Generation“, die 2005 erstmals mit der mexikanischen Jugendmannschaft die U-17-Weltmeisterschaft gewann. Auf Vereinsebene gewann er mit dem AZ Alkmaar und dem PSV Eindhoven jeweils einmal die niederländische Fußballmeisterschaft. |
| Munguía, Antonio             | Negro                      | 1942–2018  | Mexiko-Stadt             | MF   | 1970                         | 4   | 0  | Mit dem CD Cruz Azul gewann Munguía dreimal die mexikanische Fußballmeisterschaft. |
| Muñoz, Carlos                | El Internacional           | * 1959     | San Luis Potosí          | MF   | 1986                         | 4   | 0  | Muñoz bestritt 4 der 5 WM-Spiele Mexikos im eigenen Land in voller Länge und fehlte nur im letzten Vorrundenspiel gegen den Irak. Er spielte zunächst 3 Jahre bei seinem Heimatverein Atlético Potosino und anschließend mehr als eine Dekade für die UANL Tigres. |
| Muro, Jesús del              | Chucho                     | 1937–2022  | Guadalajara              | VT   | 1958, 1962 1966              | 7   | 0  | Bei seinen beiden ersten WM-Teilnahmen kam Del Muro in allen Spielen Mexikos zum Einsatz. Bei seiner letzten WM 1966 bestritt er das Spiel gegen Gastgeber England. Del Muro stand lange bei seinem Heimatverein Atlas Guadalajara unter Vertrag, aber seine beiden Meistertitel feierte er mit dem CD Cruz Azul. |
| Naelson, Antônio             | Zinha                      | * 1976     | Brasilien                | MF   | 2006                         | 4   | 1  | Bei der WM 2006 erzielte Zinha den Treffer zum 3:1-Endstand gegen den Iran. Mit seinem langjährigen Verein Deportivo Toluca gewann Zinha fünfmal die mexikanische Fußballmeisterschaft. Außerdem wurde er zweimal zum besten Spieler der mexikanischen Liga gewählt. |
| Nájera, Pedro                | Siete Pulmones             | 1929–2020  | Mexiko-Stadt             | MF   | 1954, 1962                   | 3   | 0  | Während Nájera bei seiner ersten WM-Teilnahme 1954 nicht über die Rolle eines Reservisten hinauskam, bestritt er bei seiner zweiten WM-Teilnahme 1962 alle 3 Spiele der Mexikaner. Während beider Weltmeisterschaften und dazwischen stand Nájera bei seinem Heimatverein Club América unter Vertrag, mit dem er viermal die Copa México gewann. |
| Naranjo, José                | El Chepe                   | 1926–2012  | La Experiencia           | ST   | 1950, 1954                   | 4   | 0  | Naranjo war der erste von insgesamt sieben Spielern aus dem Talentschuppen des Amateurvereins CD Imperio aus seiner Heimatstadt, der zu einer Fußball-Weltmeisterschaft nominiert wurde. Zudem war er der einzige Mannschaftskapitän einer mexikanischen Fußballnationalmannschaft bei einer WM aus der Talentschmiede des CD Imperio und der Spieler aus dessen Nachwuchs, der mit insgesamt 4 Einsätzen die meisten WM-Spiele absolvierte. Mit 96 Treffern, die er in der höchsten mexikanischen Spielklasse erzielte, war er außerdem der erfolgreichste Torjäger seines langjährigen Vereins Club Deportivo Oro. |
| Negrete, Manuel              | ?                          | * 1959     | Guerrero                 | ST   | 1986                         | 5   | 1  | Bei der im eigenen Land ausgetragenen WM 1986 bestritt Negrete alle 5 Spiele der Mexikaner in voller Länge. Im Achtelfinale erzielte er das wichtige 1:0 gegen Bulgarien (Endstand 2:0), das von den Zuschauern der Sportschau zum Tor des Monats gewählt wurde. Im Viertelfinale war er der einzige Spieler seiner Mannschaft, der im entscheidenden Elfmeterschießen gegen Deutschland (0:0 n. V., 1:4 i. E.) bzw. dessen Torwart Toni Schumacher verwandeln konnte. Mit den UNAM Pumas und dem CF Atlante gewann er je einmal die mexikanische Fußballmeisterschaft. |
| Núñez, Gabriel               | El Gallo                   | * 1942     | ?                        | VT   | 1966                         | 3   | 0  | Der in Morelos aufgewachsene Núñez begann seine Profilaufbahn in der mexikanischen Primera División 1959 beim CD Zacatepec, der zu jener Zeit das sportliche Aushängeschild dieses Bundesstaates war. |
| Ochoa, Mario                 | ?                          | * 1927     | ?                        | MF   | 1950, 1954                   | 3   | 0  | Während Ochoa bei seiner ersten WM-Teilnahme 1950 alle 3 Spiele Mexikos bestritt, kam er bei seiner zweiten WM-Teilnahme 1954 nicht über die Rolle des Reservisten hinaus. Auf Vereinsebene gewann Ochoa mit dem CD Marte in der Saison 1953/54 die mexikanische Fußballmeisterschaft |
| Olivares, Felipe             | La Marrana                 | 1905–????  | ?                        | ST   | 1930                         | 1   | 0  | Olivares bestritt das Spiel gegen Argentinien. Mit dem CF Atlante gewann er in der Saison 1931/32 die Meisterschaft der Hauptstadtliga. |
| Olmo, Joaquín del            | El Jaibo                   | * 1969     | Tampico                  | MF   | 1994                         | 3   | 0  | Del Olmo kam bei allen 3 Vorrundenspielen der WM 1994 zum Einsatz. Auf Vereinsebene gewann er mit den UNAM Pumas zweimal die mexikanische Fußballmeisterschaft. |
| Ordiales, Jaime              | ?                          | * 1962     | Mexiko-Stadt             | MF   | 1998                         | 2   | 0  | Zu Beginn seiner Laufbahn spielte Ordiales in der Liga Española de Fútbol, der bedeutendsten Fußballamateurliga seiner Heimatstadt. Mit den UAG Tecos und Deportivo Toluca gewann er jeweils einmal die mexikanische Fußballmeisterschaft. |
| Ortega, Cristóbal            | ?                          | * 1956     | Mexiko-Stadt             | ST   | 1978, 1986                   | 1   | 0  | Obwohl zu 2 Weltmeisterschaften nominiert, kam Ordiales nur im letzten Vorrundenspiel der WM 1978 gegen Polen zum Einsatz. Ortega stand während seiner 17-jährigen Laufbahn ausschließlich bei seinem Heimatverein Club América unter Vertrag, für den er insgesamt 487 Punktspiele absolvierte und mit dem er sechsmal die mexikanische Fußballmeisterschaft gewann. |
| Ortiz, Héctor                | ?                          | * 1928     | ?                        | MF   | 1950                         | 3   | 1  | Ortiz bestritt alle 3 Begegnungen Mexikos bei der WM 1950 und erzielte den einzigen Treffer seiner Mannschaft beim 1:4 gegen Jugoslawien. Mit dem CD Zacatepec gewann er zweimal die mexikanische Fußballmeisterschaft. |
| Osorio, Ricardo              | ?                          | * 1980     | Oaxaca                   | VT   | 2006, 2010                   | 8   | 0  | Bei seinen beiden WM-Teilnahmen kam Osorio in allen 8 Begegnungen der Mexikaner zum Einsatz. Mit dem CF Monterrey und dem VfB Stuttgart gewann er jeweils einmal die mexikanische und die deutsche Fußballmeisterschaft. |
| Padilla, Aarón               | El Gansito                 | 1942–2020  | Mexiko-Stadt             | ST   | 1966, 1970                   | 6   | 0  | Padilla bestritt 6 von 7 möglichen WM-Begegnungen und fehlte nur beim Auftaktspiel der WM 1970 gegen die Sowjetunion. Er spielte vorwiegend für seinen Heimatverein UNAM Pumas und starb im Juni 2020 an den Folgen einer SARS-CoV-2-Infektion. |
| Palencia, Francisco          | Gatillero                  | * 1973     | Mexiko-Stadt             | MF   | 1998, 2002                   | 4   | 0  | Palencia gewann insgesamt dreimal die mexikanische Fußballmeisterschaft; einmal mit dem CD Cruz Azul und zweimal mit den UNAM Pumas. |
| Pardo, Pável                 | ?                          | * 1976     | Guadalajara              | MF   | 1998, 2006                   | 7   | 0  | Pardo kam in 7 von 8 möglichen WM-Begegnungen zum Einsatz und fehlte nur im letzten Gruppenspiel der WM 1998 gegen die Niederlande. Mit seinen Verein gewann er dreimal einen Meistertitel: zweimal die mexikanische Fußballmeisterschaft mit dem Club América und einmal die deutsche Fußballmeisterschaft mit dem VfB Stuttgart. |
| Peláez, Ricardo              | ?                          | * 1963     | Mexiko-Stadt             | ST   | 1998                         | 3   | 2  | Peláez kam bei der WM 1998 in 3 von 4 Spielen Mexikos zum Einsatz und erzielte zudem 2 wichtige Tore: das 1:1 beim 3:1-Sieg gegen Südkorea und den Anschlusstreffer zum 1:2 beim 2:2 gegen die Niederlande. Mit seinen Vereinen Club América (einmal) und Club Necaxa (zweimal) gewann Peláez insgesamt dreimal die mexikanische Fußballmeisterschaft. |
| Peña, Gustavo                | Halcón                     | 1941–2021  | Jalisco                  | VT   | 1966, 1970                   | 7   | 1  | Peña bestritt alle 7 Begegnungen Mexikos bei den Fußball-Weltmeisterschaften 1966 und 1970 und führte seine Mannschaft dabei jedes Mal als Kapitän an. Bei der Heim-WM 1970 war Peña so etwas wie der tragische Held. Zunächst verwandelte er im letzten Vorrundenspiel gegen Belgien den spielentscheidenden Strafstoß zum 1:0-Sieg und im anschließenden Viertelfinalspiel gegen Italien unterlief ihm ein Eigentor zum 1:1-Ausgleich für die Azzurri, das die 1:4-Niederlage der Gastgeber einleitete. Mit seinen Vereinen Club Deportivo Oro (einmal) und CD Cruz Azul (zweimal) gewann Peña insgesamt dreimal die mexikanische Fußballmeisterschaft. Außerdem war er zweimal Mexikos Fußballer des Jahres. |
| Peralta, Oribe               | ?                          | * 1984     | Torreón                  | ST   | 2014, 2018                   | 5   | 1  | Während Peralta bei seiner ersten WM 2014 in allen 4 Spielen Mexikos zum Einsatz kam und den Siegtreffer zum 1:0 im ersten Gruppenspiel gegen Kamerun erzielte, kam er bei der WM 2018 nur zu einem Kurzeinsatz gegen Schweden. Mit seinen Vereinen Santos Laguna (zweimal) und Club América (einmal) gewann Peralta insgesamt dreimal die mexikanische Fußballmeisterschaft. Außerdem war er einmal Mexikos Fußballer des Jahres. |
| Pérez, Luis                  | Pichojos                   | 1906–1963  | ?                        | ST   | 1930                         | 2   | 0  | Pérez spielte u. a. für den von deutschen Einwanderern gegründeten FV Germania und wurde in den 1930er-Jahren zweimal Meister mit dem Club Necaxa. |
| Pérez, Luis                  | Lucho                      | * 1981     | Mexiko-Stadt             | MF   | 2006                         | 2   | 0  | Mit dem CF Monterrey gewann Pérez dreimal die mexikanische Fußballmeisterschaft. |
| Pérez, Mario                 | El Flaco                   | 1927–1985  | ?                        | MF   | 1950                         | 2   | 0  | Placencia gewann mit dem CD Marte und anschließend mit dem CD Zacatepec zweimal in Folge die mexikanische Fußballmeisterschaft. |
| Pérez, Mario                 | ?                          | * 1946     | ?                        | VT   | 1970                         | 4   | 0  | Bei der Heim-WM 1970 bestritt Pérez alle Spiele der Gastgeber in voller Länge. Mit dem Club América gewann Pérez zweimal die mexikanische Fußballmeisterschaft. |
| Pineda, Gonzalo              | ?                          | * 1982     | Mexiko-Stadt             | MF   | 2006                         | 4   | 0  | Mit seinen Vereinen UNAM Pumas (zweimal) und Deportivo Guadalajara (einmal) gewann Pineda insgesamt dreimal die mexikanische Fußballmeisterschaft. |
| Pineda, Orbelín              | Maguito                    | * 1996     | Mexiko-Stadt             | MF   | 2022                         | 1   | 0  | Pineda kam 2022 im Gruppenspiel gegen Saudi-Arabien zum Einsatz. Mit seinen Vereinen Deportivo Guadalajara und CD Cruz Azul gewann er je einmal die mexikanische Fußballmeisterschaft. |
| Portugal, Alfonso            | El Pescado                 | 1934–2016  | Mexiko-Stadt             | VT   | 1958                         | 1   | 0  | Portugal bestritt das erste Spiel Mexikos gegen den Gastgeber Schweden. Mit seinem Heimatverein Club América gewann er in der Saison 1965/66 die mexikanische Fußballmeisterschaft. |
| Pulido, Héctor               | ?                          | 1942–2022  | Michoacán                | MF   | 1970                         | 3   | 0  | Bei der Heim-WM 1970 fehlte Pulido nur im zweiten Gruppenspiel gegen El Salvador. Mit dem CD Cruz Azul gewann er fünfmal die mexikanische Fußballmeisterschaft. |
| Quirarte, Fernando           | El Sheriff                 | * 1956     | Guadalajara              | VT   | 1986                         | 5   | 2  | Bei der Heim-WM 1986 bestritt Quirarte alle 5 Spiele der Mexikaner in voller Länge. Außerdem erzielte er das erste Tor für Mexiko im Auftaktspiel gegen Belgien (Endergebnis 2:1) und den entscheidenden Siegtreffer zum 1:0 gegen den WM-Neuling Irak. Im Elfmeterschießen gegen Deutschland scheiterte er gegen Toni Schumacher. Mit seinem langjährigen Verein Deportivo Guadalajara gewann er in der Saison 1986/87 die mexikanische Fußballmeisterschaft. |
| Ramírez, Juan de Dios        | El Capi                    | * 1969     | Mexiko-Stadt             | VT   | 1994                         | 4   | 0  | Ramírez bestritt alle 4 Spiele bei der WM 1994 in voller Länge. Auf Vereinsebene gewann er mit den UNAM Pumas in der Saison 1990/91 die mexikanische Fußballmeisterschaft. |
| Ramírez, Ramón               | ?                          | * 1969     | Tepic                    | MF   | 1994, 1998                   | 6   | 0  | Ramírez bestritt mehr als 120 Länderspiele, war in der Saison 1990/91 Fußballer des Jahres in Mexiko und gewann mit Deportivo Guadalajara im Sommerturnier 1997 die mexikanische Fußballmeisterschaft. |
| Ramos, Eduardo               | ?                          | * 1949     | Mazatlán                 | VT   | 1978                         | 2   | 0  | In der Saison 1974/75 gewann Ramos mit Deportivo Toluca die mexikanische Fußballmeisterschaft. |
| Rangel, Víctor               | Tanque                     | * 1957     | Mexiko-Stadt             | ST   | 1978                         | 3   | 1  | Rangel bestritt alle 3 Begegnungen Mexikos bei der WM 1978 und erzielte im Spiel gegen Polen das einzige Feldtor der Mexikaner zum 1:1-Ausgleich in der 52. Minute (Endstand 1:3). Rangel stand vorwiegend bei Deportivo Guadalajara unter Vertrag. |
| Reyes, Diego                 | ?                          | * 1992     | Mexiko-Stadt             | VT   | 2014                         | 1   | 0  | Seinen einzigen WM-Einsatz absolvierte Reyes in der zweiten Halbzeit des Achtelfinals gegen die Niederlande. Mit dem Club América und dem FC Porto gewann er je einmal die mexikanische und die portugiesische Fußballmeisterschaft. |
| Reyes, Salvador              | Chava                      | 1936–2012  | Guadalajara              | ST   | 1958, 1962, 1966             | 9   | 0  | Reyes bestritt bei seinen 3 WM-Teilnahmen alle 9 Spiele Mexikos. Mit seinem langjährigen Verein Deportivo Guadalajara gewann er insgesamt siebenmal die mexikanische Fußballmeisterschaft. |
| Roca, José                   | El Míster                  | 1928–2007  | Mexiko-Stadt             | VT   | 1950, 1954, 1958             | 3   | 0  | Roca nahm als Spieler dreimal an einer Fußball-Weltmeisterschaft teil, kam aber nur bei seiner ersten Berufung 1950 zum Einsatz. Bei der WM 1978 war Roca Trainer der mexikanischen Nationalmannschaft. |
| Rodríguez, Carlos            | Charly                     | * 1997     | San Nicolás de los Garza | MF   | 2022                         | 2   | 0  | In der Apertura 2019 gewann Rodríguez mit dem CF Monterrey die mexikanische Fußballmeisterschaft. |
| Rodríguez, Francisco         | Maza                       | * 1981     | Mazatlán                 | VT   | 2006, 2010, 2014             | 9   | 0  | Während Rodríguez bei seiner ersten WM-Teilnahme 2006 nur zu einem Einsatz kam, wirkte er bei den beiden folgenden WM-Teilnahmen in allen Begegnungen Mexikos mit. Mit den beiden großen Rivalen des mexikanischen Fußballs, Deportivo Guadalajara und Club América, gewann er je einmal die mexikanische Fußballmeisterschaft. |
| Rodríguez, Johan             | ?                          | * 1975     | Monterrey                | MF   | 2002                         | 3   | 0  | Mit seinen Vereinen CD Cruz Azul und Santos Laguna gewann Rodríguez jeweils einmal die mexikanische Fußballmeisterschaft. |
| Rodríguez, Jorge             | Mudo                       | * 1968     | Toluca                   | MF   | 1994                         | 3   | 0  | Rodríguez fehlte 1994 nur im ersten Spiel gegen Norwegen. Im Wintererturnier 1996 gewann Rodríguez mit Santos Laguna die mexikanische Fußballmeisterschaft. |
| Rodríguez, Raymundo          | Mapache                    | 1905–????  | ?                        | MF   | 1930                         | 1   | 0  | Im letzten Vorrundenspiel gegen den späteren Vizeweltmeister Argentinien (3:6) kam Rodríguez zu seinen einzigen Länderspieleinsatz. |
| Romo, Jorge                  | ?                          | 1923–2014  | Kuba                     | MF   | 1954, 1958                   | 4   | 0  | Mit dem CD Marte gewann Romo in der Saison 1953/54 die mexikanische Fußballmeisterschaft. |
| Rosas, Felipe                | El Diente                  | 1910–1986  | Mexiko-Stadt             | MF   | 1930                         | 3   | 0  | Rosas bestritt alle 3 Spiele Mexikos bei der WM 1930. Gemeinsam mit seinem Bruder Manuel (unten) gewann er mit dem CF Atlante in der Saison 1931/32 die Hauptstadtliga. |
| Rosas, Manuel                | Chaquetas                  | 1912–1989  | Mexiko-Stadt             | VT   | 1930                         | 3   | 0  | Rosas bestritt alle 3 Spiele Mexikos bei der WM 1930 und erzielte im Spiel gegen Argentinien (3:6) 2 Tore; unter anderem verwandelte er den ersten Strafstoß der WM-Geschichte. Gemeinsam mit seinem Bruder Felipe (oben) gewann er mit dem CF Atlante in der Saison 1931/32 die Meisterschaft der Hauptstadtliga. |
| Ruiz, José                   | Pepe                       | 1904–????  | ?                        | ST   | 1930                         | 2   | 0  | In der Saison 1932/33 gewann Ruiz mit dem Club Necaxa die Meisterschaft der Hauptstadtliga. |
| Salcedo, Carlos              | El Titán                   | * 1993     | Guadalajara              | VT   | 2018                         | 4   | 0  | Salcedo bestritt bei der WM 2018 alle Spiele der Mexikaner in voller Länge. Mit Eintracht Frankfurt gewann er den DFB-Pokal in der Saison 2017/18 und in der Clausura 2019 die mexikanische Meisterschaft mit den UANL Tigres. Die Tigres waren die erste mexikanische Mannschaft, die 2020 bei der FIFA-Klub-Weltmeisterschaft das Finale erreichte und auch dieses bestritt Salcedo über die volle Distanz. |
| Salcido, Carlos              | El Choco                   | * 1980     | Jalisco                  | VT   | 2006, 2010, 2014             | 10  | 0  | Bei seinen ersten beiden WM-Teilnahmen kam Salcido in allen jeweils 4 Begegnungen Mexikos zum Einsatz. Mit seinem Heimatverein Deportivo Guadalajara gewann er einmal die mexikanische und mit der PSV Eindhoven zweimal die niederländische Fußballmeisterschaft. |
| Salvador, Luis Miguel        | ?                          | * 1968     | Mexiko-Stadt             | ST   | 1994                         | 1   | 0  | Salvador kam bei der WM zu einem Kurzeinsatz gegen Irland und gewann mit dem CF Atlante in der Saison 1992/93 die mexikanische Fußballmeisterschaft. |
| Sánchez, Alfredo             | El Viejo                   | 1904–2006  | Orizaba                  | MF   | 1930                         | 3   | 0  | Sánchez begann seine Laufbahn bei seinem Heimatverein Asociación Deportiva Orizabeña und wechselte 1929 in die Hauptstadt zum Club América. |
| Sánchez, Hugo                | El Niño de Oro             | * 1958     | Mexiko-Stadt             | ST   | 1978, 1986, 1994             | 8   | 1  | Bei der WM 1978 kam Sánchez in allen 3 Spielen Mexikos zum Einsatz und bei der Heim-WM 1986 fehlte er lediglich aufgrund einer Sperre im letzten Gruppenspiel gegen den Irak. Seinen einzigen WM-Treffer erzielte er im ersten Gruppenspiel der WM 1986 zum 2:0-Endstand gegen Belgien. Mit seinem Heimatverein UNAM Pumas gewann er zweimal die mexikanische Fußballmeisterschaft, aber seine größten Triumphe feierte er während seiner Zeit bei Real Madrid. |
| Sánchez, Joel                | El Tiburón                 | * 1974     | Guadalajara              | VT   | 1998                         | 2   | 0  | Im Sommerturnier 1997 gewann Sánchez mit seinem Heimatverein Deportivo Guadalajara die mexikanische Fußballmeisterschaft. |
| Sánchez, Jorge               | ?                          | * 1997     | Torreón                  | VT   | 2022                         | 2   | 0  | Mit seinem Heimatverein Santos Laguna sowie dem Hauptstadtverein Club América gewann er je einmal die mexikanische Fußballmeisterschaft. |
| Santos, Giovani dos          | Gio                        | * 1989     | Monterrey                | VT   | 2010, 2014, 2018             | 9   | 1  | Dos Santos gewann 2005 erstmals mit der mexikanischen Junioren-Nationalmannschaft die U-17-Fußball-Weltmeisterschaft und kam auch in allen Spielen der A-Nationalmannschaft bei seinen beiden ersten Weltmeisterschaften zum Einsatz. Seine persönlich erfolgreichste WM war 2014, als er seinen einzigen WM-Treffer (zur 1:0-Führung im Achtelfinale gegen die Niederlande) erzielte und bereits im Gruppenspiel gegen Kamerun zum Man of the Match gewählt worden war. |
| Santos, Jonathan dos         | ?                          | * 1990     | Monterrey                | MF   | 2018                         | 1   | 0  | Der jüngere Bruder von Giovani dos Santos (oben) absolvierte seinen einzigen WM-Einsatz im Achtelfinalspiel gegen Brasilien, in das er in der 55. Minute eingewechselt worden war. Seine erfolgreichste Vereinsstation war der FC Barcelona, mit dem er drei spanische Meisterschaften, zwei FIFA-Klub-Weltmeisterschaften und einmal die UEFA Champions League gewann. |
| Septién, Carlos              | ?                          | 1923–1978  | ?                        | ST   | 1950, 1954                   | 2   | 0  | Während Septién bei seiner ersten WM-Teilnahme 1950 zu 2 Einsätzen kam, musste er sich 1954 mit der Reservistenrolle begnügen. Mit dem Real Club España und dem Club Deportivo Tampico gewann er je einmal die mexikanische Fußballmeisterschaft. |
| Servín, Raúl                 | ?                          | * 1963     | Mexiko-Stadt             | VT   | 1986                         | 5   | 1  | Bei der Heim-WM 1986 absolvierte Servín alle Spiele Mexikos in voller Länge und erzielte im Achtelfinale gegen Bulgarien den Treffer zum 2:0-Endstand. Mit seinem Heimatverein UNAM Pumas gewann Servín in der Saison 1980/81 die mexikanische Fußballmeisterschaft. |
| Sesma, Enrique               | ?                          | * 1927     | Puebla                   | ST   | 1958                         | 3   | 0  | Sesma gewann mit dem Club Deportivo Marte in der Saison 1953/54 die mexikanische Meisterschaft. |
| Suárez, Claudio              | El Emperador               | * 1968     | Texcoco                  | VT   | 1994, 1998, 2006             | 8   | 0  | Während der ehemalige Rekordnationalspieler Mexikos (inzwischen überholt von Andrés Guardado) bei seinen beiden ersten Weltmeisterschaften alle 8 Spiele der Mexikaner bestritt, wurde er 2002 nicht berücksichtigt und musste sich 2006 mit der Reservistenrolle begnügen. Mit den UNAM Pumas und Deportivo Guadalajara gewann er je einmal die mexikanische Fußballmeisterschaft. Das Stadion seiner Heimatstadt wurde ihm zu Ehren benannt. |
| Tena, Alfredo                | Capitán Furia              | * 1956     | Mexiko-Stadt             | VT   | 1978                         | 2   | 0  | Mit seinem Heimatverein Club América gewann Tena sechsmal die mexikanische Fußballmeisterschaft. |
| Torrado, Gerardo             | Borrego                    | * 1979     | Mexiko-Stadt             | MF   | 2002, 2006, 2010             | 11  | 1  | Torrado nahm an 3 Weltmeisterschaften teil und kam – mit Ausnahme des letzten Vorrundenspiels der WM 2006 gegen Portugal (1:2) – in allen anderen 11 Spielen der Mexikaner zum Einsatz. Beim Gruppenspiel der WM 2002 erzielte er den Siegtreffer zum 2:1-Endstand gegen Ecuador und wurde zum Man of the Match gewählt. Bei seinem Heimatverein CD Cruz Azul stand er mehr als eine Dekade unter Vertrag. |
| Torre, Antonio de la         | ?                          | 1951–2021  | Jalisco                  | MF   | 1978                         | 3   | 0  | Sein einziges Länderspieltor erzielte De la Torre 1977 in einem Freundschaftsspiel gegen Sepp Maier, das 2:2 endete. Mit seinen Vereinen Club América und Puebla FC gewann er je einmal die mexikanische Fußballmeisterschaft. |
| Torres, Alfredo              | Pistache                   | 1935–2022  | La Experiencia           | MF   | 1954                         | 2   | 0  | Nachdem Torres seine Jugendzeit bei seinem Heimatverein Club Deportivo Imperio verbracht hatte, wechselte er 1951 zum benachbarten Profiverein Atlas Guadalajara, bei dem er bis 1970 unter Vertrag stand und dem er auch später eng verbunden blieb. |
| Trejo, Mario                 | ?                          | * 1956     | Mexiko-Stadt             | VT   | 1986                         | 2   | 0  | Bei der Heim-WM 1986 bestritt Trejo die beiden ersten Gruppenspiele für Mexiko, kam danach aber nicht mehr zum Einsatz. Mit seinem Heimatverein Club América gewann er dreimal die mexikanische Fußballmeisterschaft. |
| Valdez, Luis Antonio         | El Cadáver                 | * 1965     | Aguascalientes           | ST   | 1994                         | 1   | 0  | Valdez bestritt die erste Halbzeit des Eröffnungsspiels der Mexikaner gegen Norwegen (0:1). Mit Deportivo Guadalajara gewann er in der Saison 1986/87 die mexikanische Meisterschaft. |
| Valdivia, Javier             | El Cabo                    | * 1941     | Guadalajara              | ST   | 1970                         | 4   | 2  | Bei der Heim-WM 1970 kam Valdivia in allen 4 Begegnungen der Gastgeber zum Einsatz und bestritt 3 Partien über die volle Distanz. Im zweiten Gruppenspiel brachte er seine Mannschaft durch einen „Doppelschlag“ zum 1:0 und 2:0 gegen El Salvador auf die Siegesstraße und legte damit den Grundstein für das Erreichen des Viertelfinals. Mit seinem Heimatverein Deportivo Guadalajara gewann Valdivia fünfmal die mexikanische Fußballmeisterschaft. |
| Vantolrá, José               | ?                          | * 1943     | Mexiko-Stadt             | VT   | 1970                         | 4   | 0  | Bei der Heim-WM 1970 bestritt Vantolrá alle 4 Spiele der Gastgeber in voller Länge. Während seiner gesamten Laufbahn stand Vantolrá bei Deportivo Toluca unter Vertrag, mit denen er zweimal die mexikanische Fußballmeisterschaft gewann. |
| Vázquez Ayala, Arturo        | Gonini                     | * 1949     | Mexiko-Stadt             | VT   | 1978                         | 3   | 1  | Bei der WM 1978 führte Vázquez Ayala seine Mannschaft als Kapitän an und erzielte die 1:0-Führung im ersten Spiel der Mexikaner gegen Tunesien (1:3) per Strafstoß. Mit den UNAM Pumas gewann er in der Saison 1976/77 die mexikanische Fußballmeisterschaft. |
| Vázquez, José Juan           | Gallo                      | * 1988     | Celaya                   | MF   | 2014                         | 3   | 0  | Vázquez gewann mit dem León FC zweimal die mexikanische Fußballmeisterschaft. |
| Vega, Alexis                 | Gru                        | * 1997     | Mexiko-Stadt             | ST   | 2022                         | 3   | 0  | Obwohl Vega, der in allen 3 Begegnungen der Mexikaner bei der WM 2022 zum Einsatz kam, einer der stärksten Spieler seiner Mannschaft war, gelang ihm kein Treffer. Auf Vereinsebene spielte er zu jener Zeit für Deportivo Guadalajara. |
| Vela, Carlos                 | ?                          | * 1989     | Cancún                   | ST   | 2010, 2018                   | 6   | 1  | Der bei Deportivo Guadalajara ausgebildete Vela stand als Profi bei keinem einzigen mexikanischen Verein unter Vertrag. Nach mehr als einer Dekade in Europa wechselte er 2018 zum Los Angeles FC und wurde in der Saison 2019 Torschützenkönig und zum Most Valuable Player gewählt. Bei der WM 2010 kam er in den ersten beiden Spielen Mexikos zum Einsatz, bei der WM 2018 in allen 4 Begegnungen und es gelang ihm ein Treffer zur 1:0-Führung gegen Südkorea (2:1) per Strafstoß. |
| Velarde, Mario               | ?                          | 1940–1997  | ?                        | MF   | 1962, 1970                   | 2   | 0  | Nachdem Velarde sich 1962 mit der Rolle eines Reservisten begnügen musste, kam er bei der Heim-WM 1970 im ersten und letzten Spiel der Gastgeber zum Einsatz. Velarde spielte zunächst für den Club Necaxa und anschließend für die UNAM Pumas. |
| Velázquez, Guadalupe         | ?                          | 1923–1959  | Jalisco                  | ST   | 1950                         | 3   | 0  | Während eines Großteils seiner aktiven Laufbahn stand Velázquez beim Puebla FC unter Vertrag. |
| Vidrio, Manuel               | Tronco                     | * 1972     | Jalisco                  | VT   | 2002                         | 4   | 0  | Mit dem CF Pachuca gewann Vidrio dreimal die mexikanische Fußballmeisterschaft. |
| Villa, Germán                | ?                          | * 1973     | Mexiko-Stadt             | VT   | 1998, 2002                   | 2   | 0  | Während Villa bei der WM 1998 zu 2 Einsätzen kam, musste er sich 2002 mit der Reservistenrolle begnügen. 1999 bestritt er alle Spiele Mexikos auf dem Weg zum Gewinn des FIFA-Konföderationen-Pokals. Mit dem Club América gewann Villa zweimal die mexikanische Fußballmeisterschaft. |
| Villegas, José               | El Jamaicón                | 1934–2021  | La Experiencia           | VT   | 1958, 1962                   | 2   | 0  | Bei seinen beiden WM-Nominierungen kam Villegas jeweils im Eröffnungsspiel der mexikanischen Nationalmannschaft zum Einsatz, das 1958 gegen den Gastgeber Schweden (0:3) und 1962 gegen den Titelverteidiger Brasilien (0:2) verloren ging. Seine fußballerische Ausbildung erhielt Villegas bei seinem Heimatverein Club Deportivo Imperio. Mit Deportivo Guadalajara gewann er achtmal die mexikanische Fußballmeisterschaft; ein Rekord in Mexiko, den er mit seinem langjährigen Mannschaftskameraden Sabás Ponce teilt, der jedoch nie für die Teilnahme an einer Fußball-Weltmeisterschaft nominiert wurde. |
| Zetter, Felipe               | Cuñadisimo                 | 1923–2013  | ?                        | VT   | 1950                         | 1   | 0  | Bei seiner einzigen WM-Teilnahme bestritt Zetter das Eröffnungsspiel der Mexikaner gegen Gastgeber Brasilien, das 0:4 verloren wurde. Als Mannschaftskapitän führte er seinen langjährigen Verein Atlas Guadalajara, dem er auch als Funktionär verbunden blieb, in der Saison 1950/51 zum Gewinn der mexikanischen Fußballmeisterschaft. |

## Spieler ohne WM-Einsatz

### Torhüter
| Name                 | Spitzname   | Geburt/Tod | Geburtsort   | WM             | Anmerkungen |
| -------------------- | ----------- | ---------- | ------------ | -------------- | --- |
| Camacho, Manuel      | La Bruja    | 1929–2008  | Jalisco      | 1958           | Camacho kam auch außerhalb der WM nur zu einem Länderspieleinsatz, als er 1956 eine Halbzeit gegen Chile bestritt und ohne Gegentor blieb. Camacho gewann mit dem Club América zweimal in Folge (1954 und 1955) den mexikanischen Pokalwettbewerb. Während der WM 1958 stand er bei Deportivo Toluca unter Vertrag. |
| Castrejón, Francisco | ?           | * 1946     | Jalisco      | 1970           | Obwohl Castrejón allein zwischen Februar und April 1970 zu 9 Länderspieleinsätzen kam, blieb ihm ein Einsatz bei der Heim-WM 1970 verwehrt. Zu jener Zeit stand er bei den UNAM Pumas unter Vertrag. Sämtliche Titel gewann er aber mit seinem späteren Verein Club América. |
| Chávez, Adrián       | ?           | * 1962     | Mexiko-Stadt | 1994           | Zwischen 1988 und 1994 bestritt Chávez 7 Länderspieleinsätze, nach der WM kam kein weiterer Einsatz mehr hinzu. Mit seinem langjährigen Verein Club América gewann er zweimal die mexikanische Fußballmeisterschaft. |
| Córdoba, Raúl        | El Inglés   | 1924–2017  | Guadalajara  | 1950           | Nachdem Córdoba in einigen WM-Qualifikationsspielen zum Einsatz gekommen war, kam er während der WM nicht an Carbajal vorbei. Unmittelbar vor der WM 1950 spielte er für den Club San Sebastián und danach für Atlas Guadalajara. |
| Corona, Jesús        | ?           | * 1981     | Guadalajara  | 2006 2014 2018 | Corona war der erste mexikanische Torhüter, der an 3 Weltmeisterschaften teilgenommen hat, ohne zu einem Einsatz zu kommen. 2022 zog Talavera mit ihm gleich. Seit 2009 steht Corona beim CD Cruz Azul unter Vertrag, mit dem er im Torneo Guard1anes 2021 die mexikanische Fußballmeisterschaft gewann. |
| Cota, Rodolfo        | Rodo        | * 1987     | Mazatlán     | 2022           | Cota bestritt sein erstes Länderspiel 2017. Auf Vereinsebene gewann er mit Deportivo Guadalajara und dem Club León je einmal die mexikanische Fußballmeisterschaft. |
| Fernández, Félix     | ?           | * 1967     | Mexiko-Stadt | 1994           | Zwischen 1988 und 1994 bestritt Chávez 7 Länderspieleinsätze, nach der WM kam kein weiterer Einsatz mehr hinzu. Mit seinem langjährigen Verein CF Atlante gewann er in der Saison 1992/93 die mexikanische Fußballmeisterschaft. |
| Gómez, Jaime         | Tubo        | 1929–2008  | Guadalajara  | 1958, 1962     | Gómez ist einer der erfolgreichsten Vereinstorhüter Mexikos und wurde mit seinem langjährigen Verein Deportivo Guadalajara insgesamt sechsmal mexikanischer Meister. Dennoch kam er nur zu insgesamt 8 Länderspieleinsätzen, weil es kaum ein Vorbeikommen an Antonio Carbajal gab. |
| Heredia, Olaf        | San Oswaldo | * 1957     | Apatzingán   | 1986           | Heredia bestritt vor der WM 1986 insgesamt 18 Länderspiele und danach kein einziges mehr. Mit den Hauptstadtvereinen UNAM Pumas und CD Cruz Azul gewann er je einmal die mexikanische Fußballmeisterschaft. |
| Michel, Luis         | El Gato     | * 1979     | Guadalajara  | 2010           | Michel bestritt 2010 und 2011 insgesamt 7 Länderspieleinsätze und gewann gleich zu Beginn seiner Laufbahn einen Meistertitel mit seinem langjährigen Verein Deportivo Guadalajara, wobei zu jener Zeit noch der WM-Teilnehmer von 2006, Oswaldo Sánchez, Stammtorhüter des Vereins war. |
| Mota, Antonio        | Piolín      | 1939–1986  | Mexiko-Stadt | 1962 1970      | Mota bestritt zwischen 1961 und 1970 insgesamt 15 Länderspieleinsätze und stand unter anderem bei der höchsten Länderspielniederlage (0:8 gegen England) im Tor. Auf Vereinsebene gewann er mit dem Club Deportivo Oro in der Saison 1962/63 den einzigen Meistertitel in dessen Vereinsgeschichte. |
| Rodríguez, Ignacio   | ?           | * 1959     | Zacatepec    | 1986           | Obwohl Rodríguez sämtliche 11 Länderspieleinsätze bereits 1980 absolviert hatte, wurde er in den Kader für die Heim-WM 1986 berufen. Während der WM stand er bei seinem langjährigsten Verein CF Atlante unter Vertrag. |
| Talavera, Alfredo    | Tala        | * 1982     | Jalisco      | 2014 2018 2022 | Talavera wurde erstmals 2011 in die Nationalmannschaft berufen und nahm am CONCACAF Gold Cup 2011 teil. Nachdem Mexikos Nummer 1 Ochoa eine Spielerrevolte angeführt hatte und aus dem Kader geflogen war, durfte Talavera das Tor der Nationalmannschaft hüten, die das Turnier gewann. Auf Vereinsebene gewann Talavera je einmal mit Deportivo Guadalajara und Deportivo Toluca die mexikanische Fußballmeisterschaft. |
| Vargas, Javier       | ?           | * 1941     | Guadalajara  | 1966           | Vargas bestritt insgesamt 11 Länderspiele. Er stand die meiste Zeit und auch während der WM 1966 bei seinem Heimatverein Atlas Guadalajara unter Vertrag. |

### Feldspieler
| Name                       | Spitzname                      | Geburt/Tod | Geburtsort         | Pos. | WM         | Anmerkungen |
| -------------------------- | ------------------------------ | ---------- | ------------------ | ---- | ---------- | --- |
| Alejándrez, Juan           | ?                              | 1944–2007  | Jalisco            | VT   | 1970       | Alejándrez gewann mit seinem langjährigen Verein CD Cruz Azul viermal die mexikanische Fußballmeisterschaft. |
| Arteaga, Gerardo           | ?                              | * 1998     | Zapopan            | VT   | 2022       | Arteaga gewann mit Santos Laguna in der Clausura 2018 die mexikanische Fußballmeisterschaft und mit dem KRC Genk in der Saison 2020/21 den belgischen Pokalwettbewerb. |
| Baeza, Alberto             | Pato                           | * 1938     | ?                  | ST   | 1962       | Baeza kam in keinem einzigen Länderspiel zum Einsatz und spielte auf Vereinsebene unter anderem für den Club Necaxa. |
| Bravo, Sergio              | ?                              | 1927–1997  | Mexiko-Stadt       | VT   | 1954       | Mit dem León FC gewann Bravo in den 1950er-Jahren zweimal die mexikanische Fußballmeisterschaft. |
| Brizuela, Isaác            | Conejito                       | * 1990     | Jalisco            | MF   | 2014       | Mit seinen Vereinen Deportivo Toluca und Deportivo Guadalajara gewann Brizuela je einmal die mexikanische Fußballmeisterschaft. |
| Brown, Melvin              | Melvin el de los Choko Krispis | * 1979     | Veracruz           | VT   | 2002       | Im Sommer 2001 wurde Brown zum besten Nachwuchsspieler Mexikos gewählt. Zu jener Zeit stand er beim Hauptstadtverein CD Cruz Azul unter Vertrag. |
| Carús, Carlos              | El Monito                      | 1930–1997  | Veracruz           | ST   | 1954       | Nachdem Carús in der Saison 1952/53 Torschützenkönig der Segunda División war, wurde er vom Erstligisten Deportivo Toluca verpflichtet, bei dem er fast eine Dekade lang unter Vertrag stand. |
| Castro, Jesús              | ?                              | 1908–????  | ?                  | ST   | 1930       | Castro kam in keinem einzigen Länderspiel zum Einsatz und seine Vereinszugehörigkeiten können nicht mit Sicherheit ermittelt werden. |
| Cortés, Arnulfo            | Lacua                          | * 1934     | ?                  | ST   | 1954       | Cortés kam in keinem einzigen Länderspiel zum Einsatz. Auf Vereinsebene spielte er zu jener Zeit für den Club Deportivo Oro und anschließend für den Stadtrivalen Deportivo Guadalajara. |
| Espinoza, Missael          | Missa                          | * 1965     | Tepic              | MF   | 1994       | Espinoza gewann mit drei Vereinen (CF Monterrey, Deportivo Guadalajara und Club Necaxa) jeweils einmal die mexikanische Fußballmeisterschaft. |
| Farfán, Salvador           | ?                              | 1932–2023  | ?                  | MF   | 1962       | Seine beiden einzigen Länderspieleinsätze absolvierte Farfán Ende 1961 in den entscheidenden WM-Qualifikationsspielen gegen Paraguay, die Mexiko mit 1:0 und 0:0 für sich entschied. Auf Vereinsebene war Farfán für den Club América und den CF Atlante im Einsatz. |
| Gabriel de Anda, Francisco | ?                              | * 1971     | Mexiko-Stadt       | VT   | 2002       | Mit Santos Laguna gewann Gabriel de Anda einmal und mit dem CF Pachuca zweimal die mexikanische Fußballmeisterschaft. |
| Gutiérrez, Miguel          | El Mulo                        | 1931–2016  | Mexiko-Stadt       | VT   | 1958       | Gutiérrez spielte während seiner ganzen Laufbahn für den León FC, mit dem er in der Saison 1955/56 die mexikanische Fußballmeisterschaft gewann. |
| Hernández, Francisco       | Panchito                       | 1927–2011  | Toluca             | MF   | 1950       | Hernández gehörte zur „goldenen Generation“ des CD Zacatepec, mit dem er in den 1950er-Jahren je zweimal die mexikanische Fußballmeisterschaft und den Pokalwettbewerb gewann. |
| Hernández, Javier          | Chicharo                       | * 1961     | Jalisco            | MF   | 1986       | Während sein Schwiegervater Tomás Balcazar (WM-Teilnehmer von 1954) und sein gleichnamiger Sohn (Chicharito, dreifacher WM-Teilnehmer in den 2010er-Jahren) für Deportivo Guadalajara spielten und mit diesem Verein auch jeweils einen Meistertitel feiern konnten, spielte Chicharo für die ebenfalls im Großraum Guadalajara beheimateten UAG Tecos. Mit seinem anderen Verein Puebla FC gewann Chicharo den Meistertitel der Saison 1989/90. |
| Jara, Francisco            | ?                              | * 1941     | Guadalajara        | ST   | 1966       | Mit seinem langjährigen Verein Deportivo Guadalajara gewann Jara fünfmal die mexikanische Fußballmeisterschaft. |
| Jinich, Moisés             | ?                              | 1927–2015  | Mexiko-Stadt       | ST   | 1954       | Jinich ist der einzige Jude, der jemals im mexikanischen WM-Kader stand. Zu dieser Zeit stand Jinich beim CF Atlante unter Vertrag. Außerdem spielte er für dessen traditionellen Erzrivalen, den Club Necaxa. |
| López, Ligorio             | ?                              | 1933–1993  | ?                  | ST   | 1958       | Ligorio López bestritt in den Jahren 1956 und 1957 insgesamt 7 Länderspiele, in denen er 2 Tore erzielte. Während der WM 1958 stand er beim CD Irapuato unter Vertrag. |
| Magallón, Jonny            | ?                              | * 1981     | Jalisco            | MF   | 2010       | Magallón kam zwischen 2007 und 2011 zu insgesamt 51 Länderspieleinsätzen, aber ein WM-Einsatz blieb ihm verwehrt. Mit seinem Heimatverein Deportivo Guadalajara (einmal) und dem Club León (zweimal) gewann er insgesamt dreimal die mexikanische Fußballmeisterschaft. |
| Manzo, Armando             | ?                              | * 1958     | Mexiko-Stadt       | VT   | 1986       | Manzo stand lange bei seinem Heimatverein Club América unter Vertrag, mit dem er dreimal die mexikanische Fußballmeisterschaft gewann. |
| Medina, Alberto            | El Venado                      | * 1983     | Culiacán           | ST   | 2010       | Medina kam zwischen 2003 und 2010 zu insgesamt 55 Länderspieleinsätzen, aber ein WM-Einsatz blieb ihm verwehrt. Mit seinem langjährigen Verein Deportivo Guadalajara gewann Medina in der Apertura 2006 die mexikanische Fußballmeisterschaft. |
| Medina, Mario              | ?                              | * 1952     | ?                  | MF   | 1978       | Mit seinem langjährigen Verein Deportivo Toluca gewann Medina in der Saison 1974/75 die mexikanische Fußballmeisterschaft. |
| Montes, Francisco          | ?                              | * 1943     | Zacatecas          | VT   | 1970       | Montes stand während des größten Teils seiner Laufbahn bei den Tiburones Rojos Veracruz unter Vertrag. |
| Muñoz, Elías               | ?                              | * 1941     | ?                  | ST   | 1966       | Während der WM 1966 und auch am längsten stand Muñoz bei den UNAM Pumas unter Vertrag. |
| Nájera, Manuel             | El Potrillo                    | * 1952     | ?                  | VT   | 1978       | Seine längste Vereinsstation war beim Club Universidad de Guadalajara, bei dem er auch während der WM 1978 unter Vertrag stand. |
| Navarro, Leonardo          | ?                              | 1915–2000  | ?                  | ST   | 1950       | Während der WM 1950 stand Navarro beim CF Atlante unter Vertrag. |
| Navarro de Anda, Ramiro    | El Loco                        | 1943–2008  | Tepatitlán         | ST   | 1966       | Bis zur WM 1966 stand Navarro de Anda beim Club Deportivo Oro unter Vertrag, mit dem er in der Saison 1962/63 die mexikanische Fußballmeisterschaft gewann. |
| Ortiz, Guillermo           | Chato                          | 1939–2009  | Mexiko-Stadt       | ST   | 1962       | Bei seiner WM-Nominierung kam Ortiz verletzungsbedingt nicht zum Einsatz. Auf Vereinsebene spielte er für seinen Heimatverein Club Necaxa und war nach Beendigung seiner fußballerischen Laufbahn noch als Spieler im American Football aktiv. |
| Ponce, Miguel Ángel        | Pocho                          | * 1989     | Vereinigte Staaten | VT   | 2014       | Mit seinem langjährigen Verein Deportivo Guadalajara gewann Ponce in der Clausura 2017 die mexikanische Fußballmeisterschaft. |
| Prieto, Max                | ?                              | 1919–1998  | Guadalajara        | ST   | 1950       | Die längste Zeit seiner aktiven Laufbahn spielte Prieto für seinen Heimatverein Deportivo Guadalajara, dessen erfolgreichster Torschütze er in der zweiten Hälfte der 1940er-Jahre war. |
| Pulido, Alan               | ?                              | * 1991     | Ciudad Victoria    | ST   | 2014       | Mit den UANL Tigres und Deportivo Guadalajara gewann Pulido jeweils einmal die mexikanische und mit Olympiakos Piräus einmal die griechische Fußballmeisterschaft. |
| Regueiro, Luis             | ?                              | * 1943     | Mexiko-Stadt       | MF   | 1966       | Luis Regueiro ist der Sohn des gleichnamigen Fußballspielers baskischer Abstammung, der in den späten 1930er Jahren vor dem Spanischen Bürgerkrieg nach Mexiko geflohen war. Seine längste Station war bei seinem Heimatverein UNAM Pumas, dessen Präsident er auch zu Beginn des 21. Jahrhunderts war. |
| Rivas, Marcos              | El Mugrosito El hombre 11      | * 1947     | Mexiko-Stadt       | MF   | 1970       | Weil Rivas im Laufe seiner Laufbahn auf allen Positionen gespielt hatte, erhielt er den Spitznamen „El hombre 11“ (Der Elfer-Mann). Sein Herzensverein war der CF Atlante, von dessen Image als Verein der gesellschaftlich Benachteiligten er seinen Spitznamen „El Mugrosito“ (Der Schmutzfink) bezog. |
| Rodríguez, Alberto         | El Beto                        | * 1974     | Mexiko-Stadt       | VT   | 2002       | Mit seinem langjährigen Verein CF Pachuca stieg „Beto“ Rodríguez 1996 in die höchste Spielklasse Mexikos auf und gewann in den folgenden Jahren mit den „Tuzos“ 3 Meistertitel. |
| Rodríguez, Hugo            | ?                              | * 1959     | Torreón            | ST   | 1978       | Seine Karriere begann bei seinem Heimatverein CF Laguna, bei dem er bis zur WM 1978 spielte. Vor der WM absolvierte Rodríguez 2 Länderspieleinsätze, danach wurde er nicht mehr nominiert. |
| Romero, Pedro              | El Bucky                       | * 1937     | ?                  | MF   | 1962       | Der WM-Teilnehmer Romero kam während seiner gesamten Laufbahn zu keinem einzigen Länderspieleinsatz. Mit Deportivo Toluca gewann er in der Saison 1966/67 die mexikanische Fußballmeisterschaft. |
| Romo, Luis                 | ?                              | * 1995     | Sinaloa            | MF   | 2022       | Mit dem CD Cruz Azul gewann Romo im Torneo Guard1anes 2021 die mexikanische Fußballmeisterschaft. |
| Ruvalcaba, Felipe          | El Principe                    | 1941–2019  | La Experiencia     | ST   | 1962, 1966 | Ruvalcaba begann seine Laufbahn bei seinem Heimatverein CD Imperio und gewann mit dem Club Deportivo Oro und Deportivo Toluca jeweils einmal die mexikanische Fußballmeisterschaft. |
| Salazar, Jaime             | ?                              | 1931–2011  | ?                  | MF   | 1958       | Salazar stand beim Club Necaxa unter Vertrag. |
| Salgado, José Luis         | ?                              | * 1966     | Mexiko-Stadt       | VT   | 1994       | Unmittelbar vor der WM 1994 gewann Salgado in der Saison 1993/94 mit den UAG Tecos den einzigen Meistertitel ihrer Vereinsgeschichte. |
| Sepúlveda, Guillermo       | El Tigre                       | 1934–2021  | Guadalajara        | VT   | 1958, 1962 | Mit seinem langjährigen Verein Deportivo Guadalajara gewann Sepúlveda insgesamt sechsmal die mexikanische Fußballmeisterschaft. |
| Terrazas, Isaac            | ?                              | * 1973     | Mexiko-Stadt       | VT   | 1998       | Höhepunkt seiner Nationalmannschaftskarriere war die Teilnahme am im eigenen Land ausgetragenen FIFA-Konföderationen-Pokal 1999, der durch einen 4:3-Finalsieg im Aztekenstadion über Rekordweltmeister Brasilien gewonnen wurde. Auf Vereinsebene spielte Terrazas vorwiegend für seinen Heimatverein Club América. |
| Torres, Jorge              | ?                              | * 1988     | Tijuana            | VT   | 2014       | Mit der Nationalmannschaft gewann Torres zweimal den CONCACAF Gold Cup und mit seinem langjährigen Verein UANL Tigres fünfmal die mexikanische Fußballmeisterschaft. |
| Vásquez, Johan             | ?                              | * 1998     | Sonora             | VT   | 2022       | In der Apertura 2019 gewann Vásquez mit dem CF Monterrey die mexikanische Fußballmeisterschaft. |

## Bemerkenswertes
- 8 mexikanische WM-Teilnehmer wurden außerhalb von Mexiko geboren: 3 in Argentinien (Gabriel Caballero, Guillermo Franco und Rogelio Funes) sowie jeweils einer in Brasilien (Antônio Naelson, besser bekannt als Zinha), Costa Rica (Roberto Gayón), Kuba (Jorge Romo), Spanien (Carlos Blanco) und den USA (Miguel Ángel Ponce).

- 7 mexikanische WM-Teilnehmer wurden in La Experiencia geboren und erlernten das Fußballspiel beim ortsansässigen Amateurverein Club Deportivo Imperio. Die für den Verein aufsehenerregendste Weltmeisterschaft war 1954, als gleich drei seiner ehemaligen Spieler gemeinsam beide Begegnungen der mexikanischen Nationalmannschaft absolvierten. José Naranjo (als Mannschaftskapitän), Alfredo Torres und Raúl Arellano waren drei von fünf Offensivspielern, die gegen Brasilien (0:5) und Frankreich (2:3) eingesetzt wurden. Drei Stammspieler aus dem Nachwuchsbereich eines Amateurvereins bei einer einzigen WM dürften mit Sicherheit rekordverdächtig sein. Die anderen WM-Teilnehmer aus dem Nachwuchs des Club Deportivo Imperio waren Ernesto Cisneros, Magdaleno Mercado, José Villegas und Felipe Ruvalcaba, der als Einziger dieser Sieben ohne WM-Einsatz blieb.